# Alter Friedhof Speyer

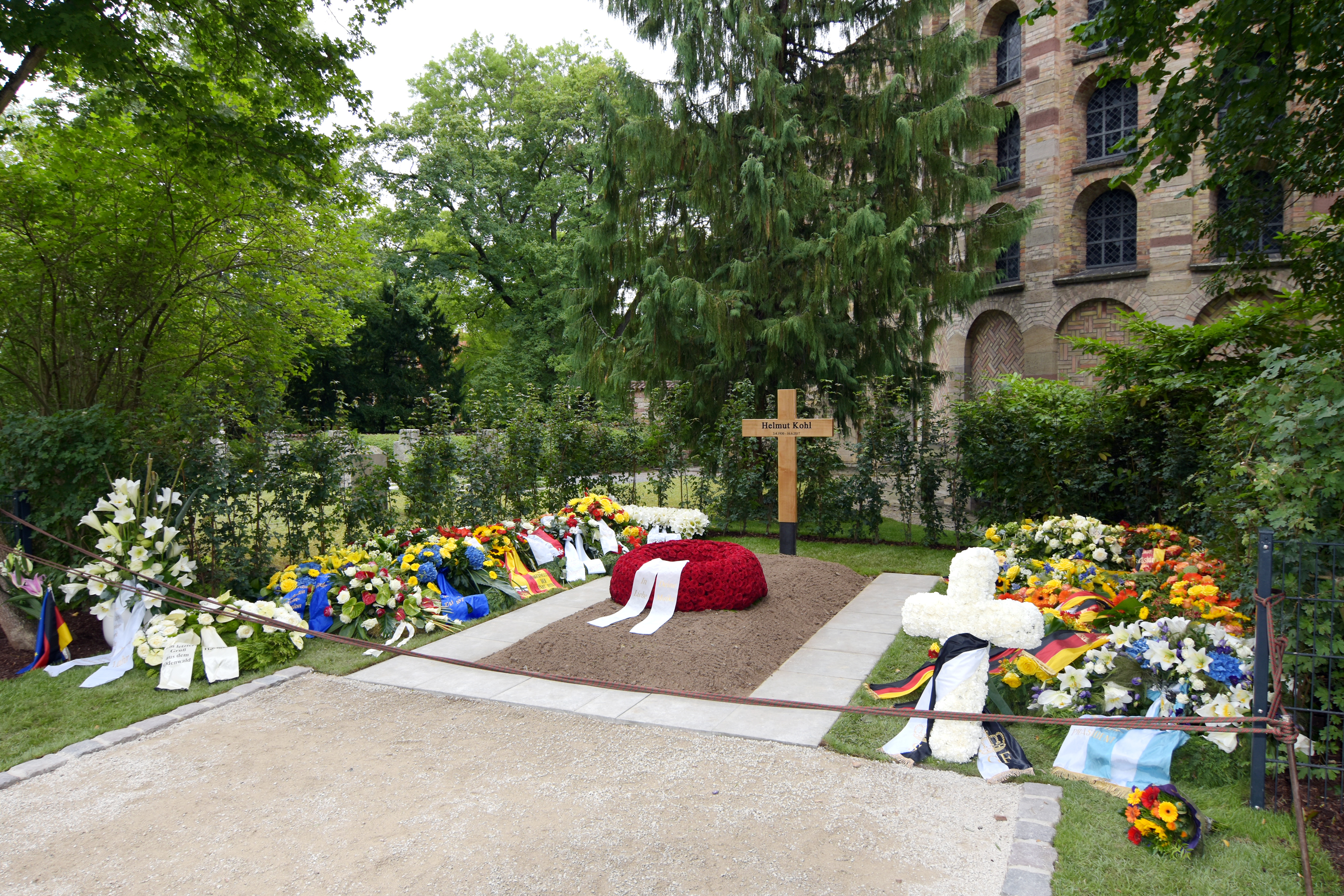
Grab von Helmut Kohl bei der Friedenskirche St. Bernhard. Im Hintergrund links Grabkreuze verstorbener Mitglieder des Domkapitels

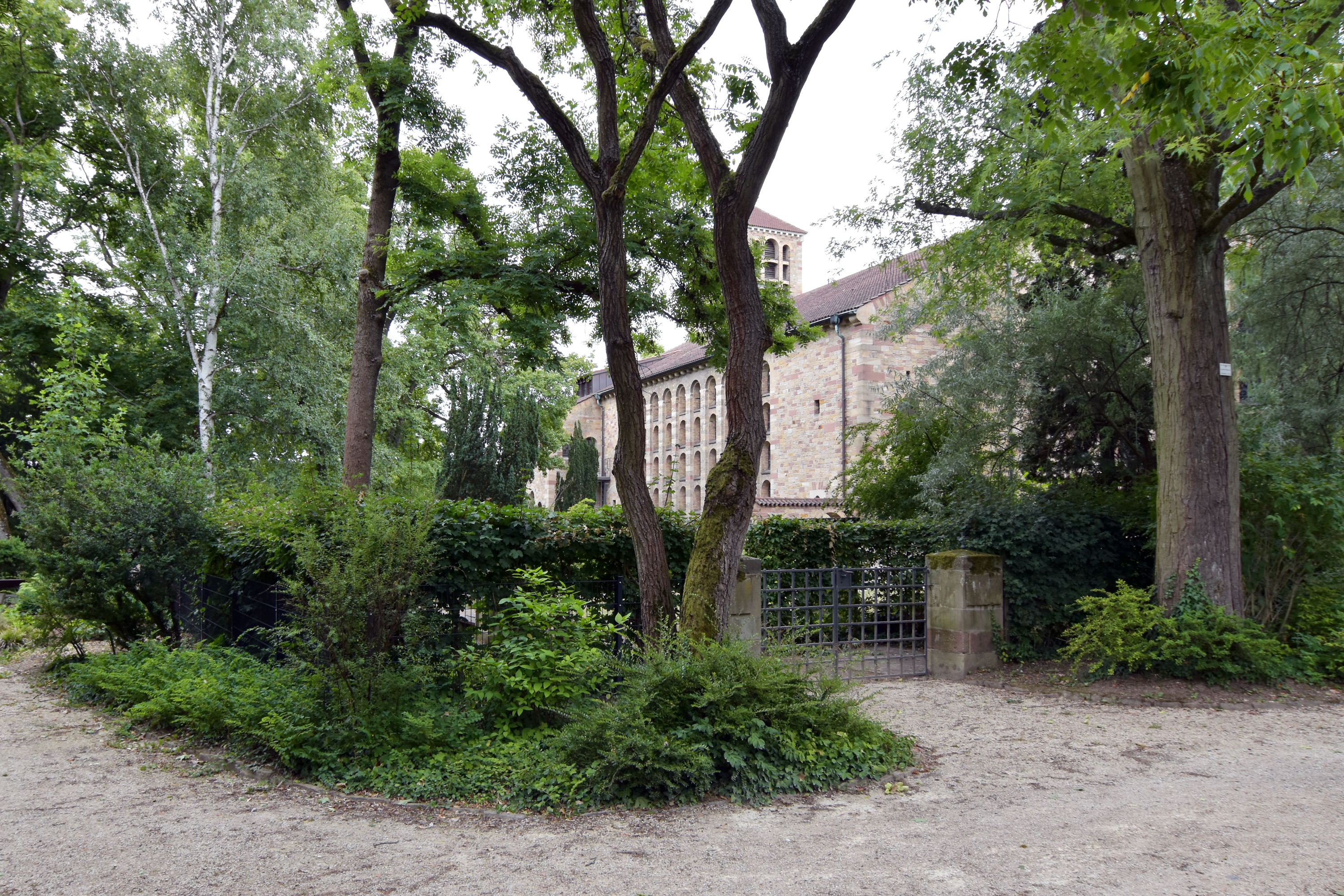
Eingang zum Friedhof des Domkapitels vom Adenauerpark aus

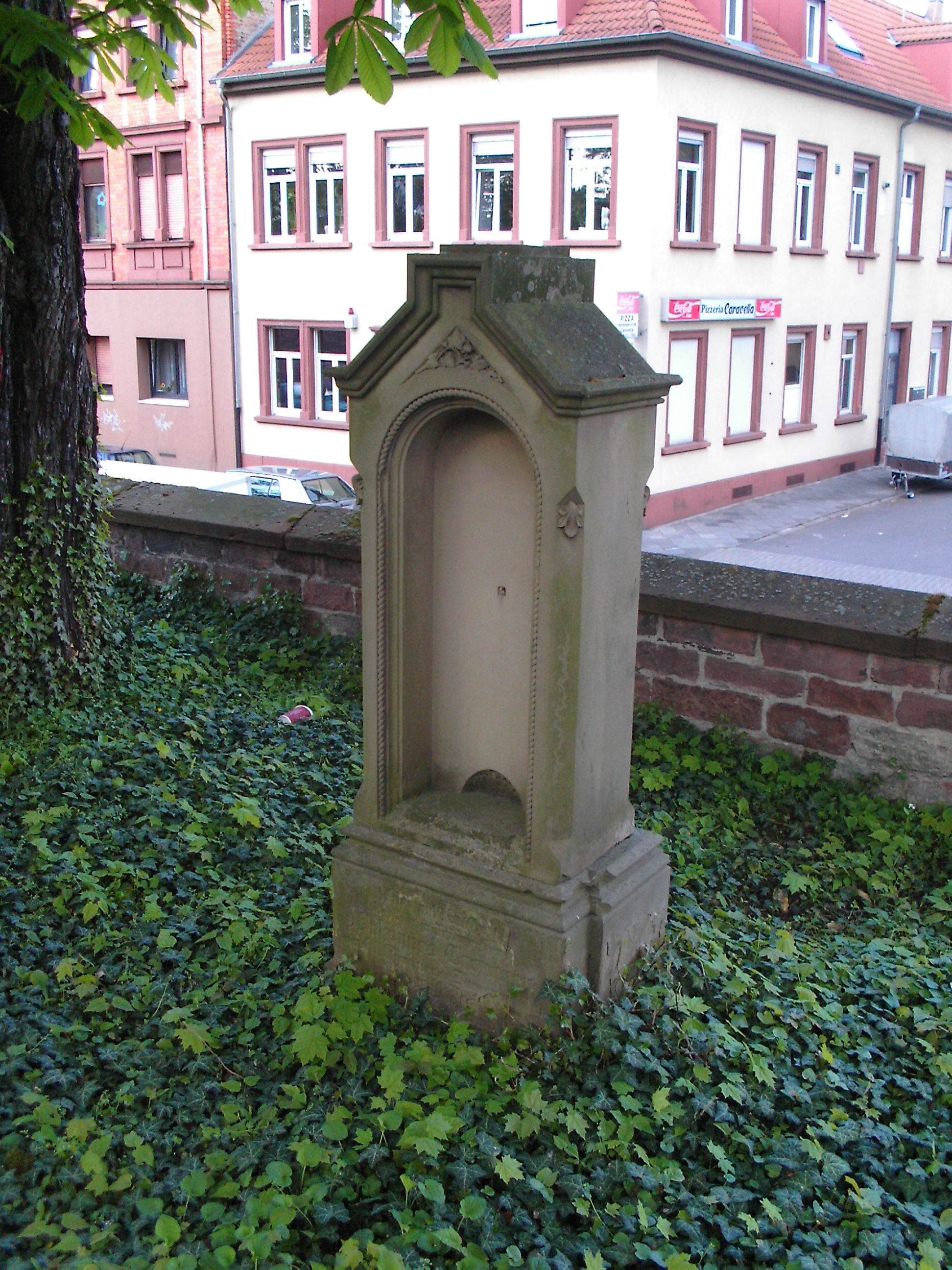
Das Bild des Grabsteines von Johannes Cronauer verdeutlicht die Höhenlage des heutigen Parks gegenüber der Wormser Landstraße. Zur Bahnhofstraße ist der Park höhengleich.

Der von einer Mauer umfriedete Alte Friedhof in Speyer, als solcher genutzt von 1502 bis 1881, dann ruhend, ist seit 1967 überwiegend eine Adenauerpark getaufte Parkanlage und seit 1992 als Denkmalzone ein Kulturdenkmal.
Auf einem Teil des früher für katholische Verstorbene genutzten Bereichs im Südosten wurde als Zeichen der Versöhnung zwischen Frankreich und Deutschland 1953/1954 die Friedenskirche St. Bernhard errichtet.

## Friedhof des Domkapitels
Nahe der Kirche liegt der noch genutzte, vom Park abgeschrankte Domkapitularische Friedhof, auf dem seit 1954 die Mitglieder des Domkapitels des Speyerer Kaiserdoms beerdigt werden. Die früheren Begräbnisstätten an der Südseite des Domes waren in den Revolutionskriegen Ende des 18. Jahrhunderts verloren gegangen. Auch an Bischof Matthäus von Chandelle, den ersten Bischof des im Jahr 1817 neu gegründeten Bistums Speyer, erinnert ein Grabstein. Vorhandene Gräber von Speyerer Persönlichkeiten, so zum Beispiel das Grab des Mathematikers und Astronomen Friedrich Magnus Schwerd (1792–1871), die ursprünglich Teil des alten Friedhofs waren, wurden im Areal des Domkapitels belassen. Geweiht wurde der Kapitelsfriedhof 1955 von Bischof Isidor Markus Emanuel. Das Domkapitel stellte dort auf dessen Bitten dem früheren Bundeskanzler Helmut Kohl eine Grabstätte zur Verfügung.

## Geschichte
Der Friedhof entstand im Jahr 1502 aus einem Garten am Hirschgraben, den der Ratsherr Jost Thiel als Begräbnisstätte für Mittellose zur Verfügung stellte. Das Areal wurde 1597 und 1839–1841 erweitert, u. a. wurde ihm ein Weingarten der St.-Georgen-Hospital-Stiftung angegliedert. Die Friedhofsfläche war später nach den unterschiedlichen Konfessionen gegliedert. Auf dem ehemals katholischen Teil wurde 1953/54 die Bernhardskirche gebaut.
Über vier Jahrhunderte diente der Friedhof als Begräbnisstätte, bis er nach Eröffnung des Neuen Friedhofs Speyer 1881 geschlossen wurde.
Im Jahr 1958 wurde der Friedhof auf Initiative von Bürgern der Stadt restauriert, 1967 in Adenauerpark umbenannt und ist heute eine ca. eineinhalb Hektar große Parkanlage. Ein Teil des ehemaligen Friedhofs nördlich von St. Bernhard ist der Friedhof des Domkapitels.

## Kapelle

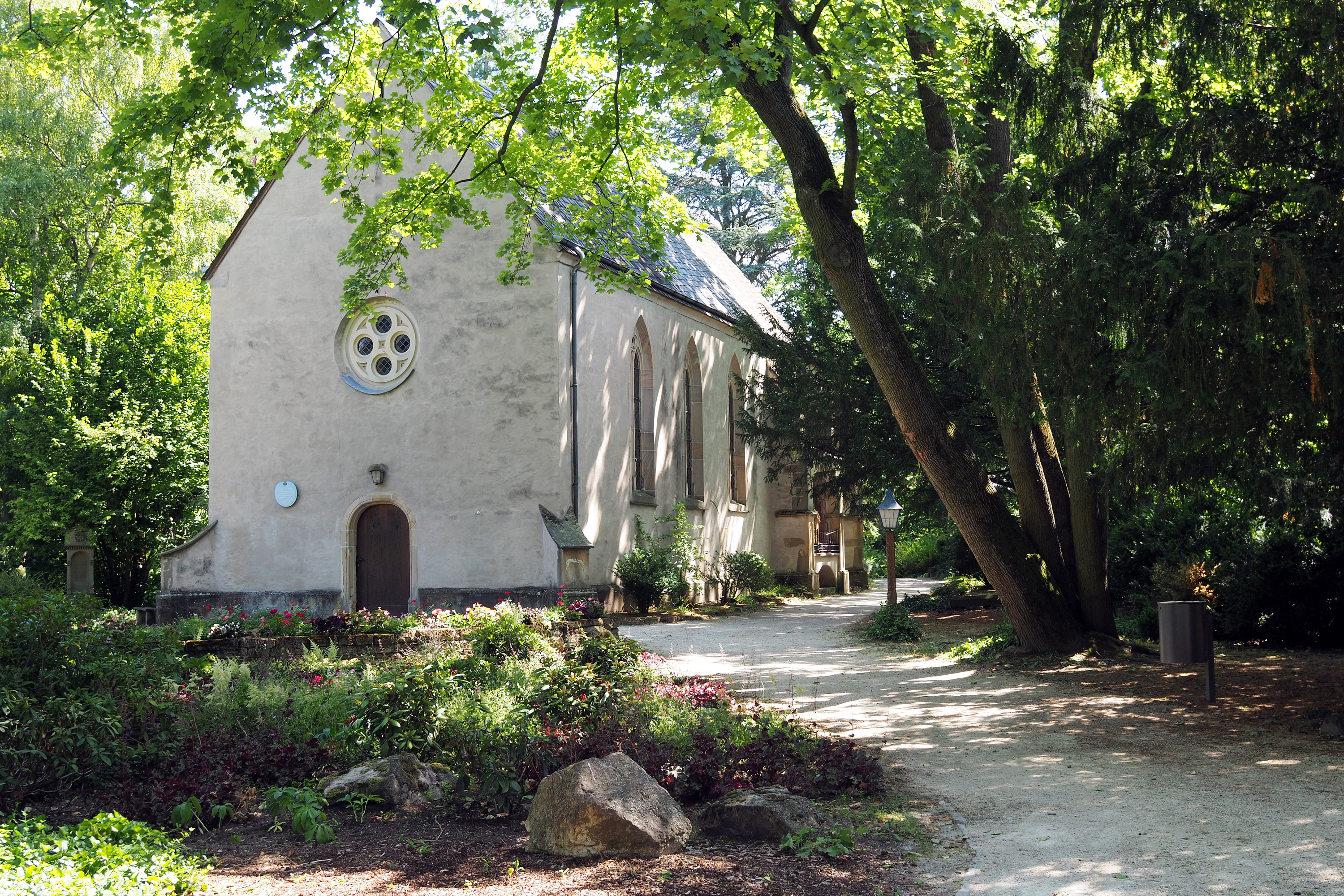
Friedhofskapelle „Unserer Lieben Frau“

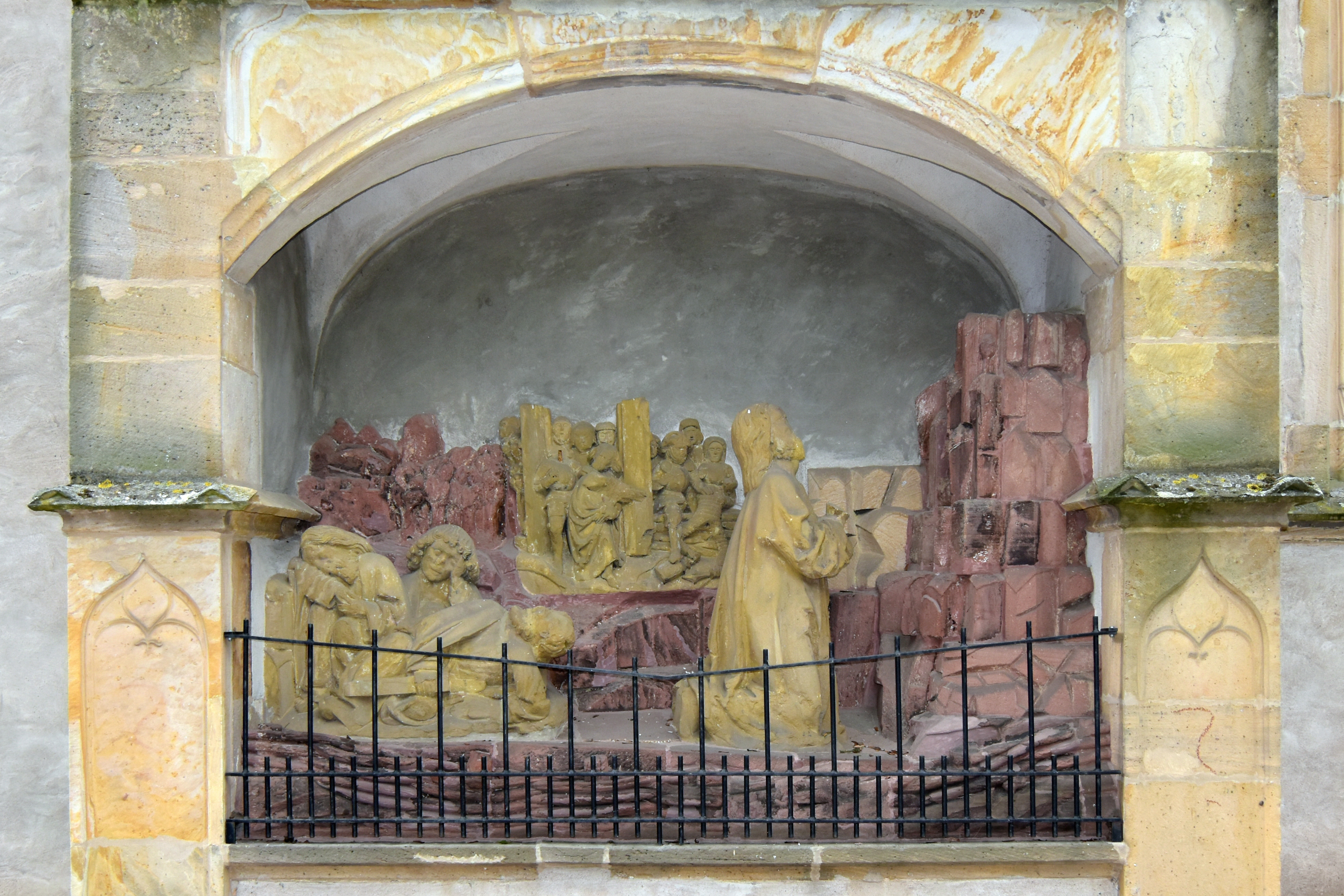
Ölberggruppe

Die gotische Friedhofskapelle Unserer Lieben Frau wurde in den Jahren 1515 und 1516 gebaut und 1520 durch eine Ölberggruppe aus Sandstein ergänzt. Die Kirche überstand den Pfälzischen Erbfolgekrieg und die Französische Revolution unbeschadet. Kapelle und Friedhof wurden in der Reformationszeit den Lutheranern zugesprochen und war bis zur Einweihung der Dreifaltigkeitskirche im Jahr 1717 die einzige lutherische Kirche in Speyer. Die Kapelle beherbergt ein Denkmal für Wilhelm Heinrich Pohlmann, den ersten Pfarrer an der Dreifaltigkeitskirche. Heute finden in der ehemaligen Friedhofskapelle im Sommer vorwiegend kammermusikalische Konzerte statt.

## Grabdenkmäler
Ein spätbarockes Friedhofskreuz und zum Teil gut erhaltene oder restaurierte mittelalterliche Grabdenkmäler und Grabsteine erinnern an bedeutende Speyerer Bürger und Honoratioren wie z. B. an den ersten Bischof Matthäus Georg von Chandelle des 1821 eingerichteten Bistums Speyer. Auf dem Friedhof haben z. B. Friedrich M. Schwerd, Georg von Jäger, Bruno Würschmitt, Franz Xaver Remling, Johann Friedrich Butenschön, Wilhelm Molitor, Anton Spiehler, Dietrich Becker, aber auch die drei Komponisten Eduard Rottmanner, Johann Baptist Benz und Joseph Niedhammer, der Dichter Hippolyt August Schaufert, der Salzamtmann Franz Joseph Pfeiffer, der Oberzollinspektor Ludwig von Redwitz (Vater des Dichters Oskar von Redwitz), der General Wilhelm von Horn (Neffe des Feldmarschalls Fürst Wrede), der Baurat und Architekt Johann Bernhard Spatz, sowie die Mutter des Malers Anselm Feuerbach ihre letzte Ruhestätte.

## Park
Der Park hat einen 1958 angelegten Seerosenteich und einen alten, beschilderten Baumbestand mit z. T. exotischen Gehölzen, wie z. B.
Mammutbaum, japanischer Schnurbaum, Stieleiche, Silberlinde, Fächer-Ahorn, Bitternuss, Zimtahorn, Schlangenfichte, Bitterorange, Zürgelbaum, Himalaya-Birke oder Orangenkirsche.
Im nordöstlichen Bereich ist ein kleiner Spielplatz umgeben von offener Wiese angelegt. Der längst von dichter Bebauung allseits umschlossene und von drei stark befahrenen Straßen gesäumte Park wird von einer umlaufenden Mauer geschützt und von den Anwohnern jeden Alters als grüne Oase der Stille sehr geschätzt.

## Sonstiges
Der Haupteingang des Alten Friedhofs befindet sich an der Bahnhofstraße, unweit des Speyerer Bahnhofs. In der kleinen Grünzone vor diesem Eingang erinnert ein Denkmal an den Turnvater Jahn. Ein zweiter Eingang an der Straße Hirschgraben und ein weiterer Eingang in der Wormser Landstraße führt zum Domkapitularischen Friedhof. Der Park ist regelmäßig geöffnet.

## Galerie von Parkansichten

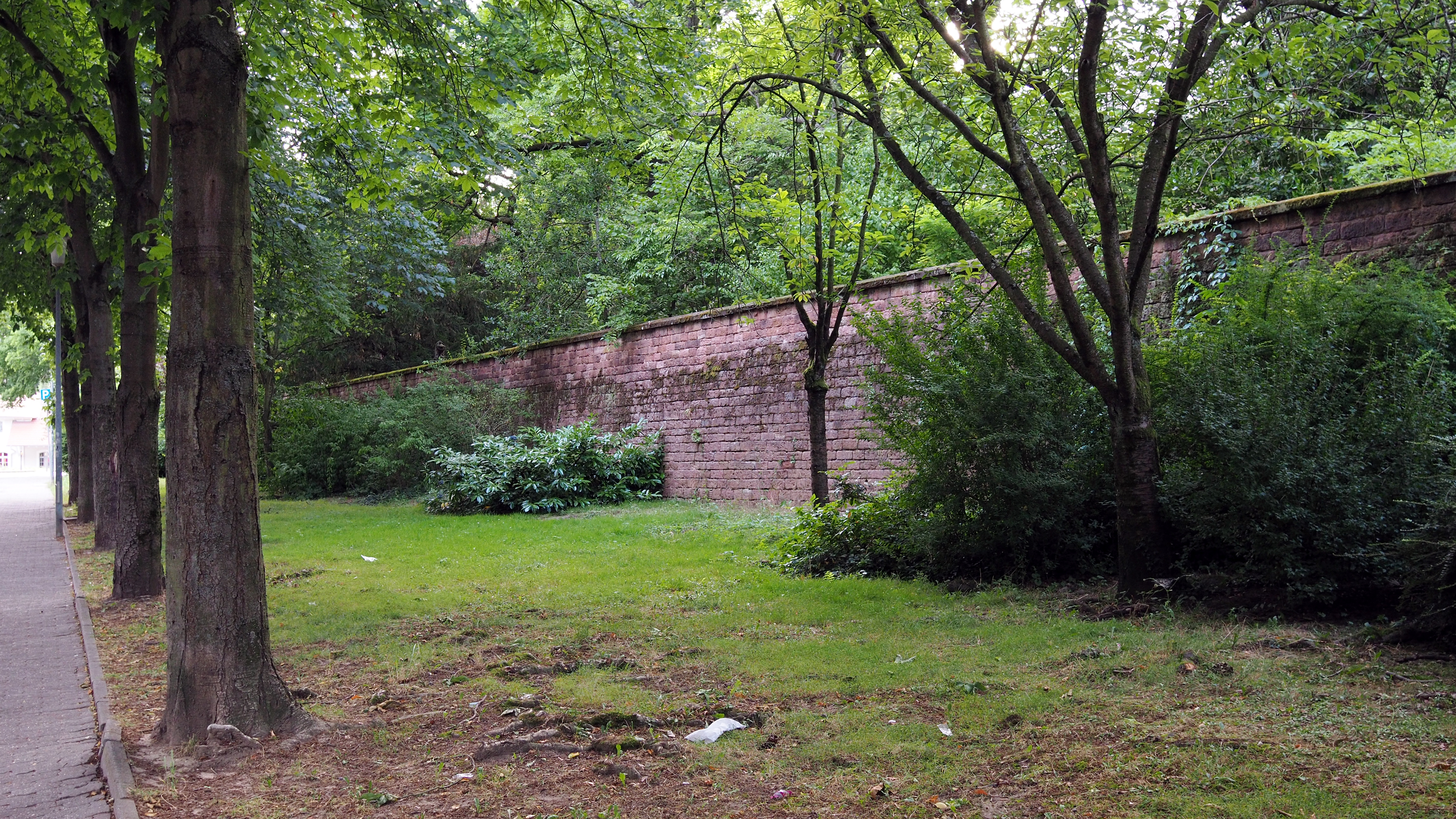
Die alte Friedhofsmauer vom Hirschgraben aus gesehen
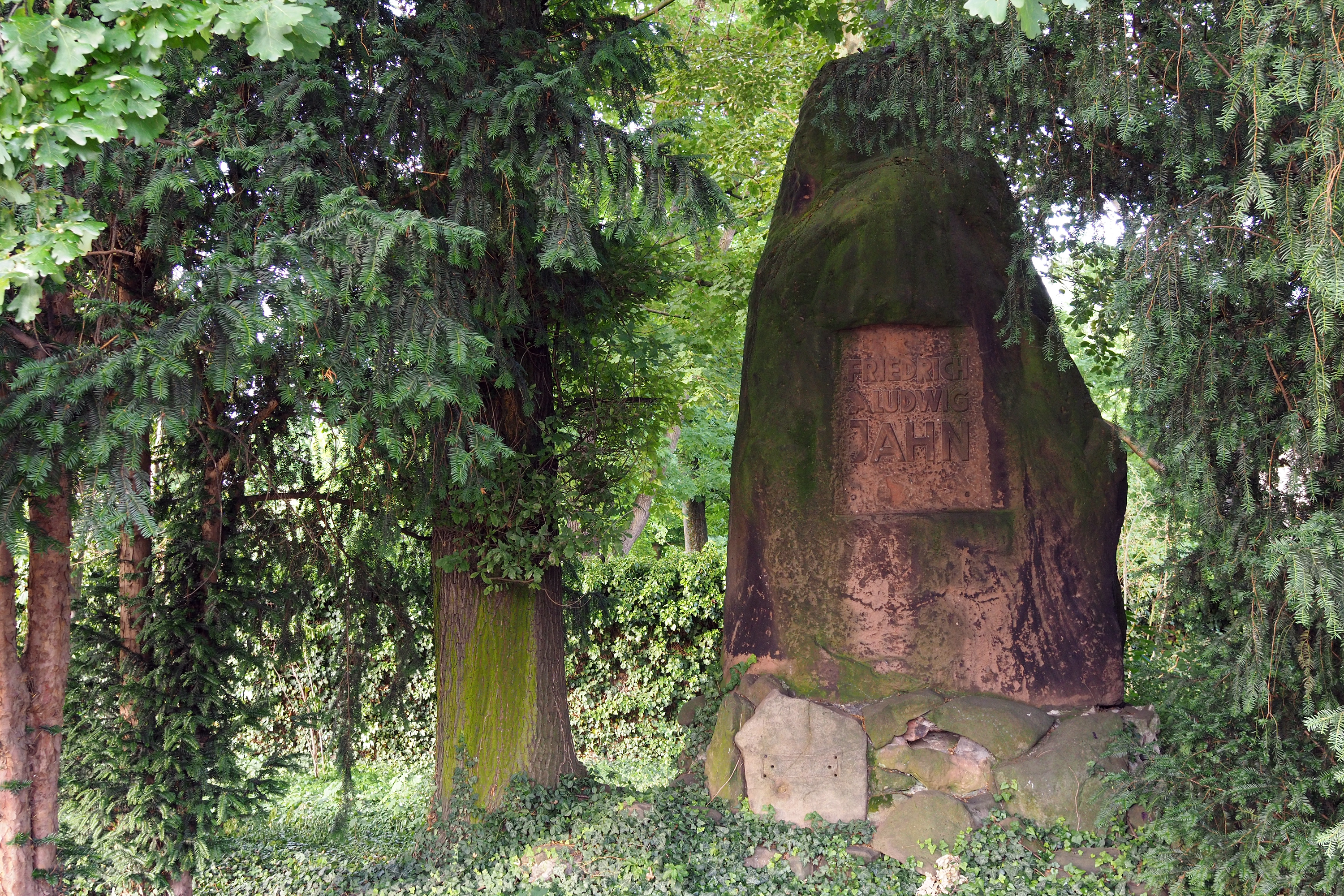
Denkmal für Turnvater Jahn in der Grünfläche vor dem Park an der Bahnhofstraße nähe Hirschgraben
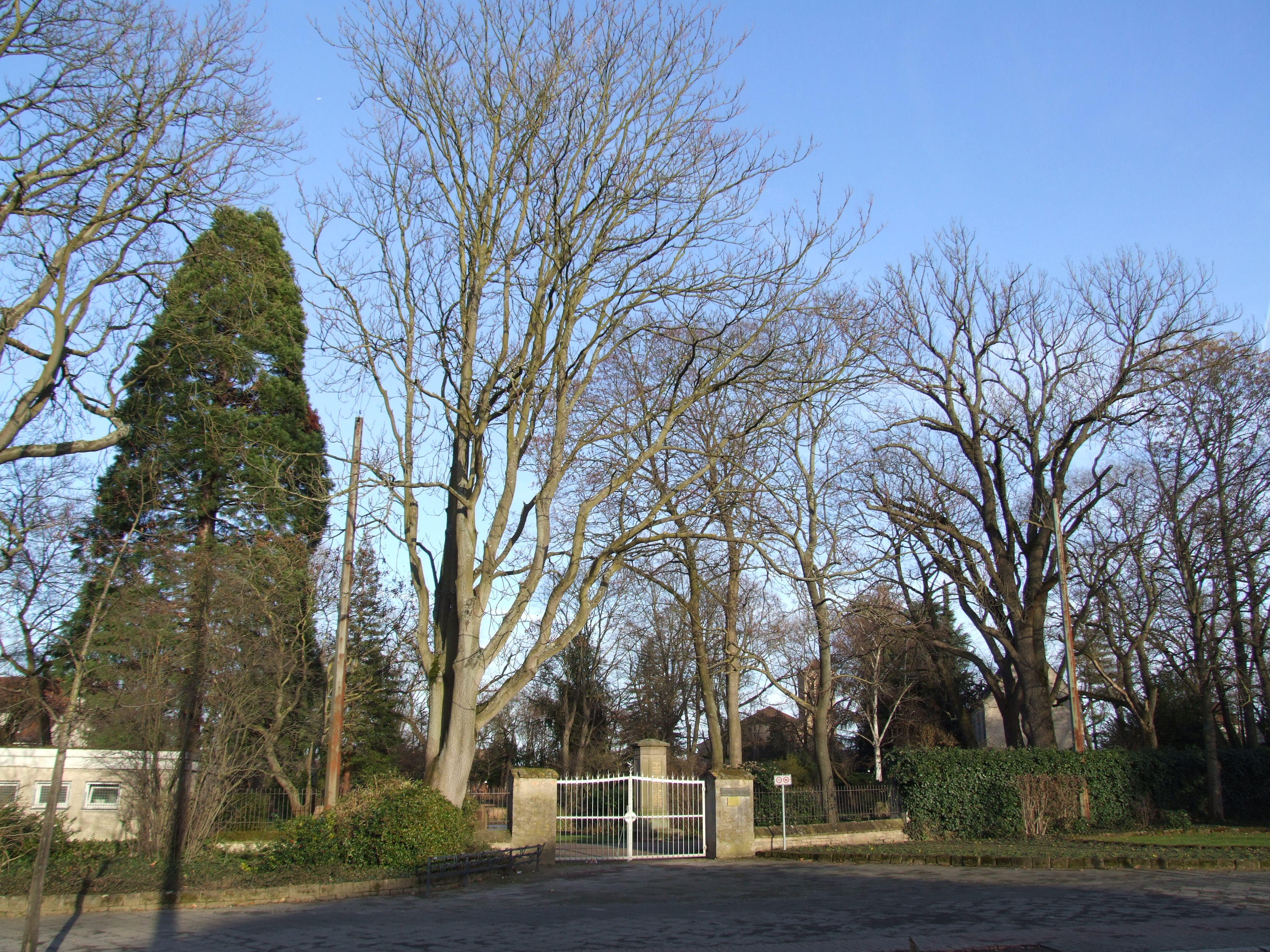
Haupteingang zum Adenauerpark in Speyer von der Bahnhofstraße aus im Februar
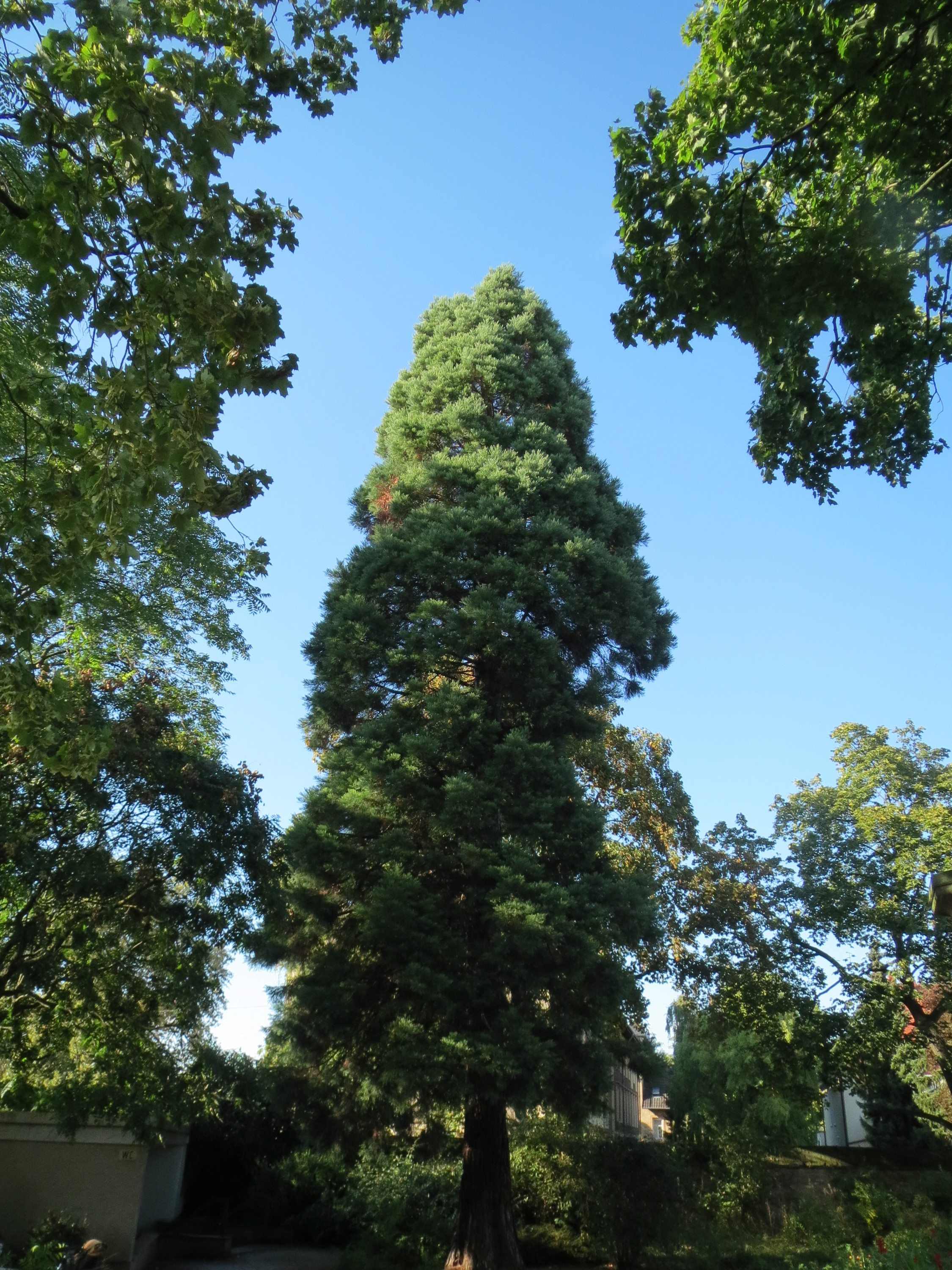
Der Mammutbaum im Eingangsbereich
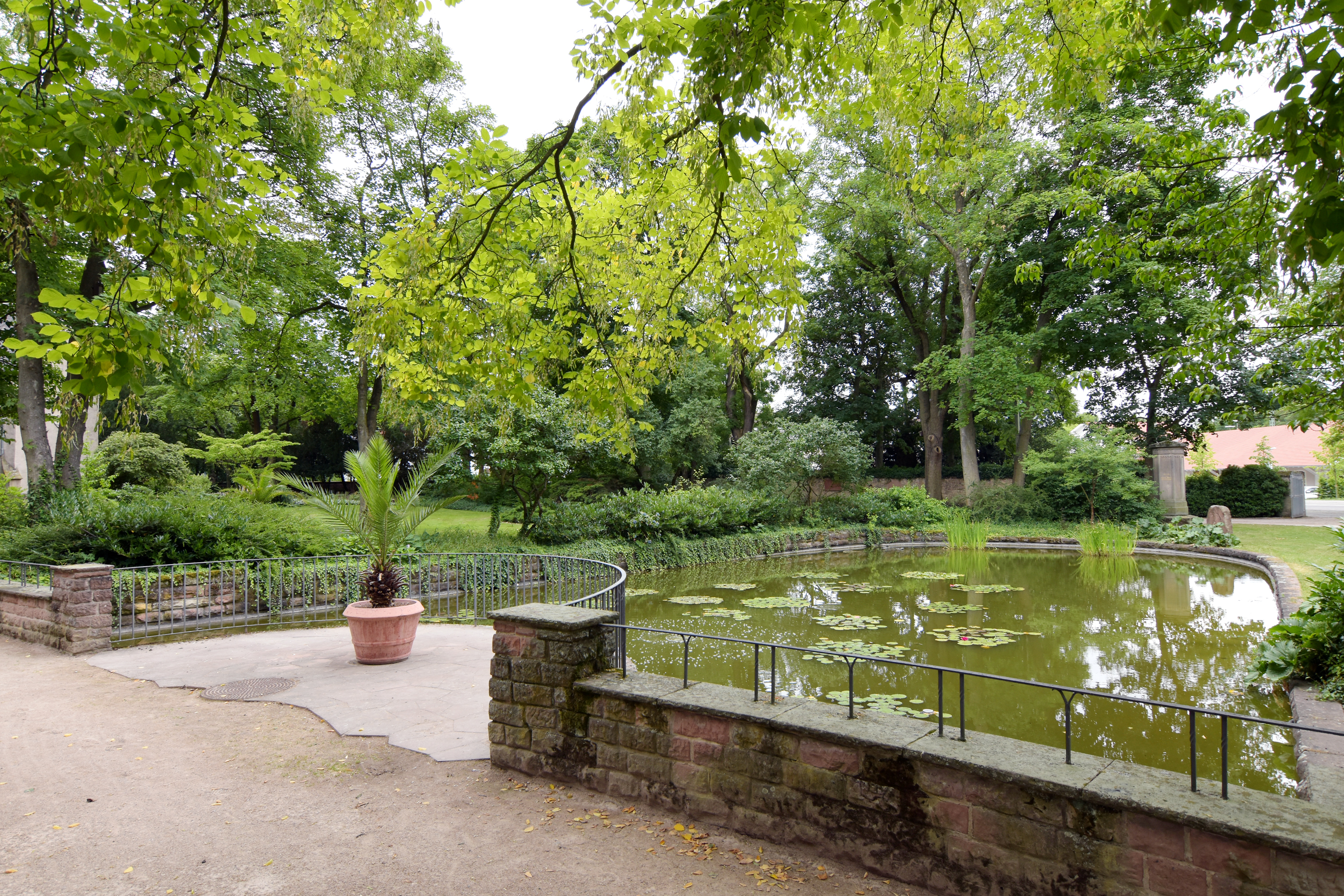
Der Seerosenteich
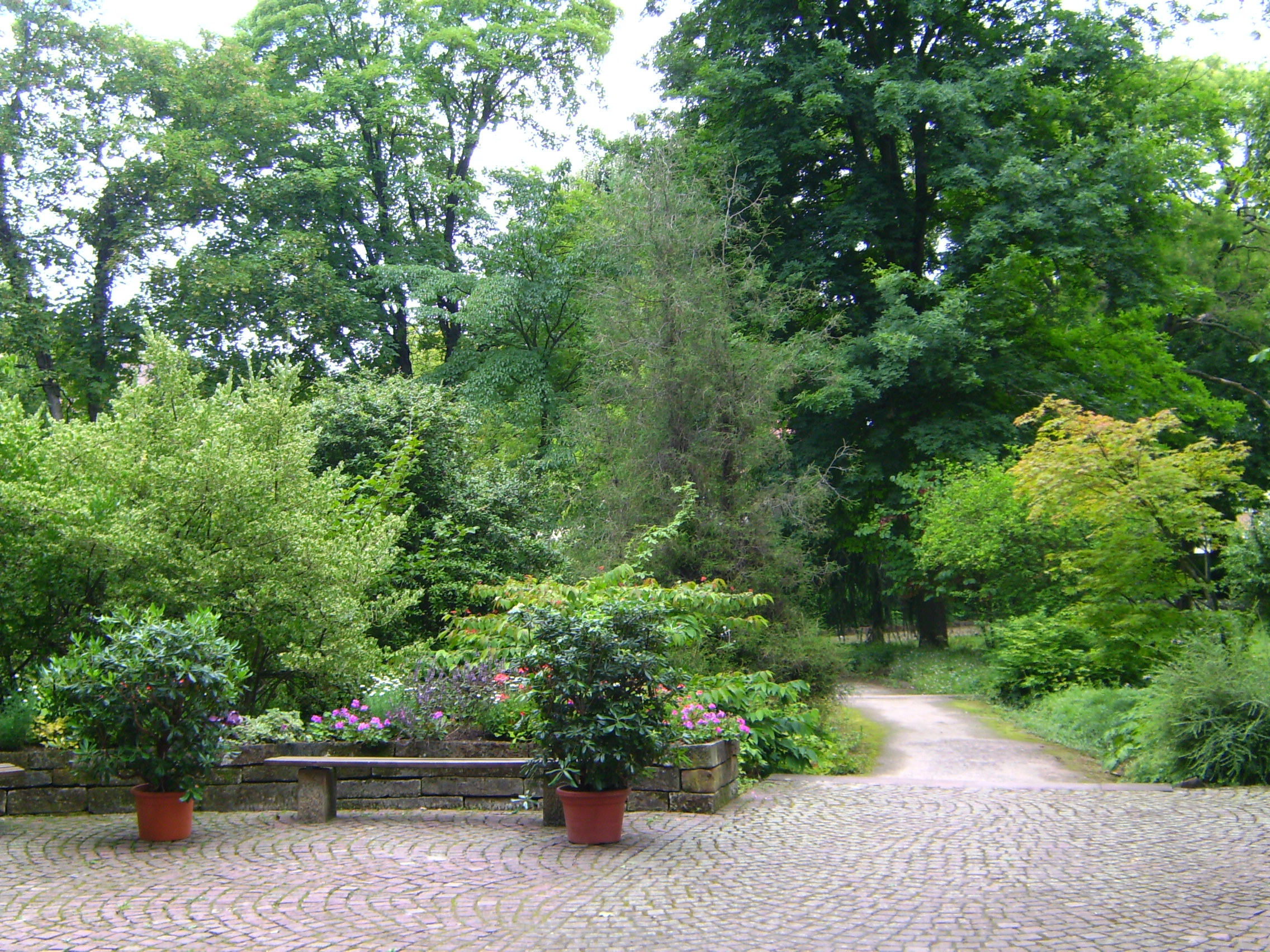
Ein Teil des alten Baumbestandes
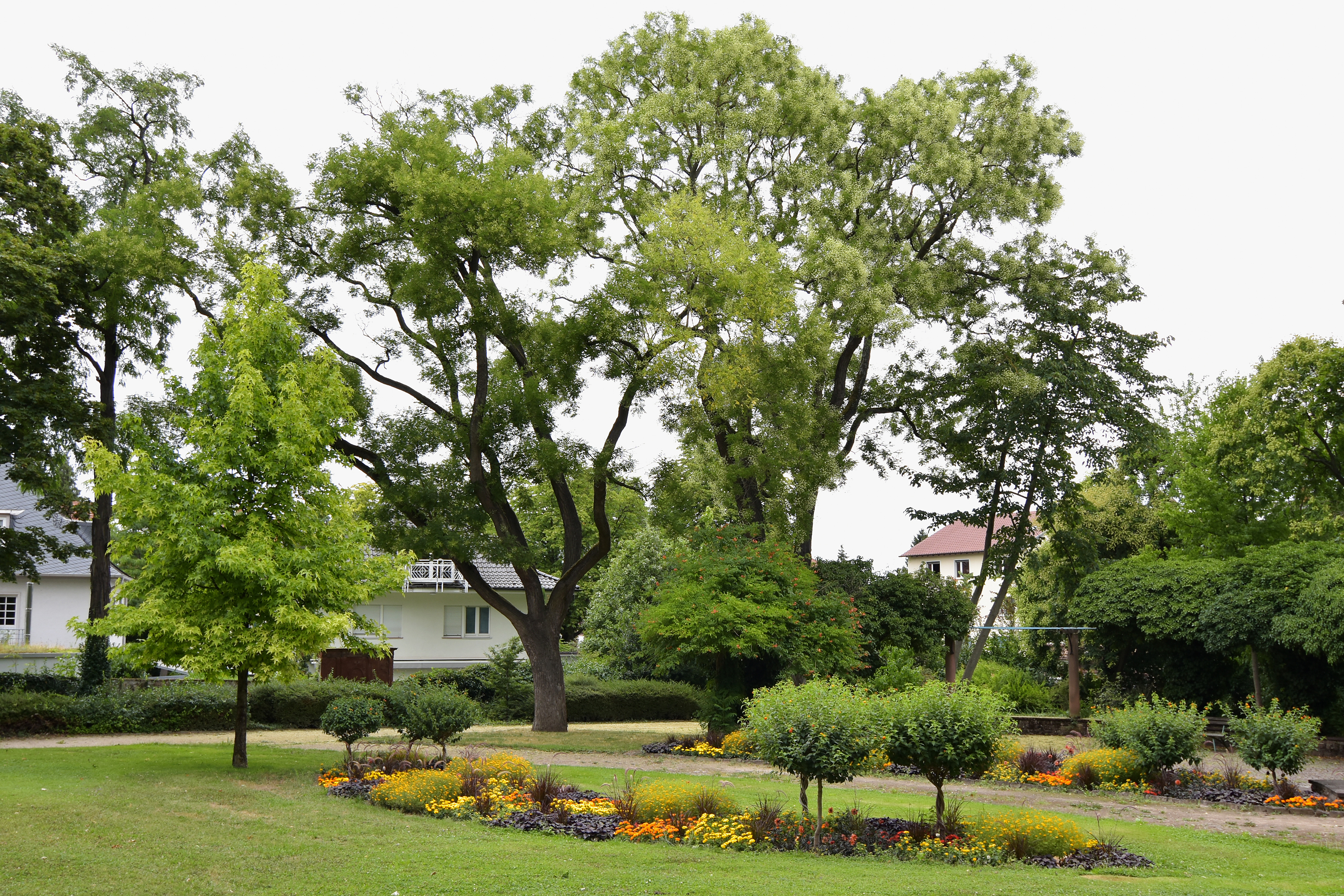
Nordwestlicher Bereich im Sommer
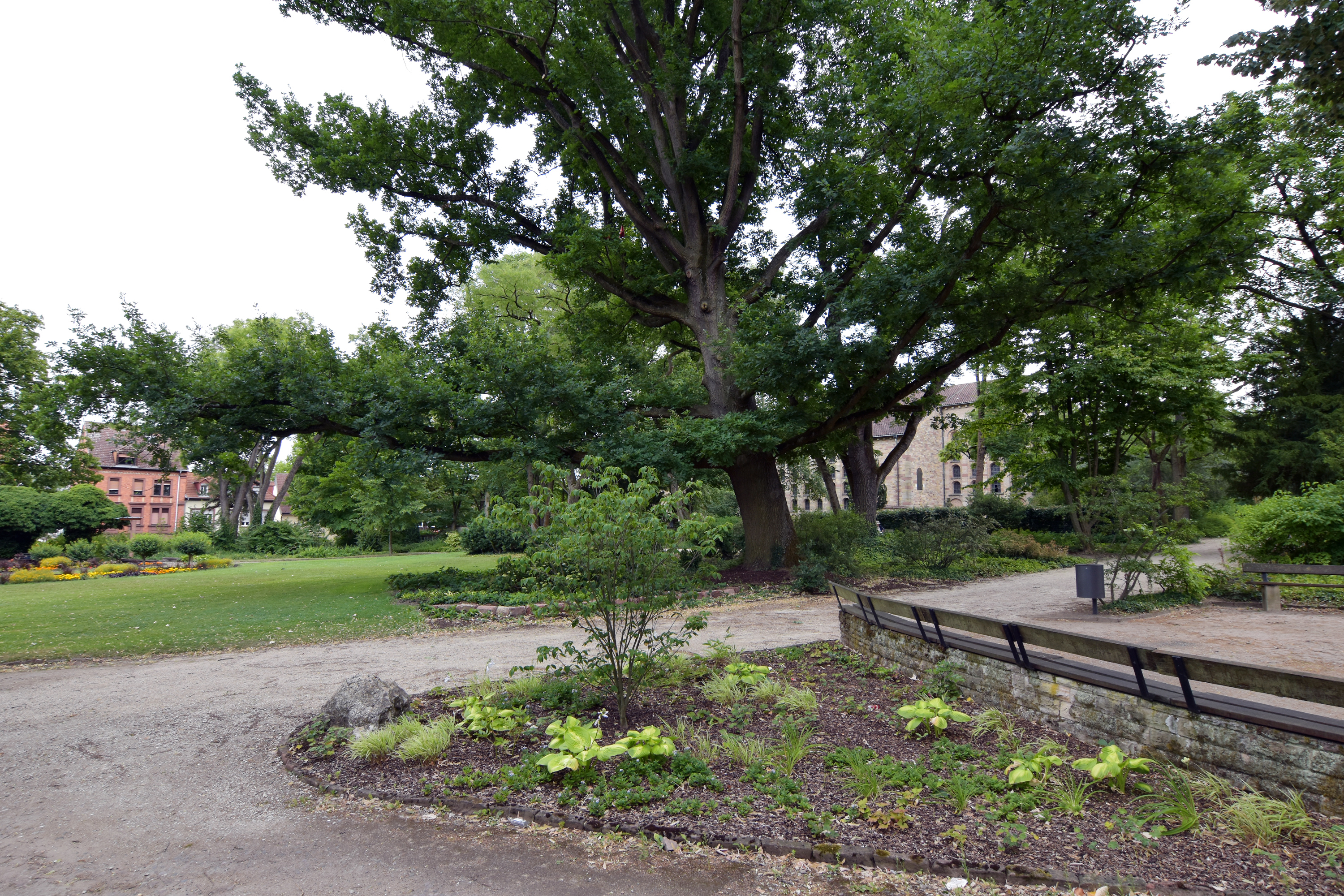
Blick Richtung Wormser Landstraße und St. Bernhard im Südosten des Parks
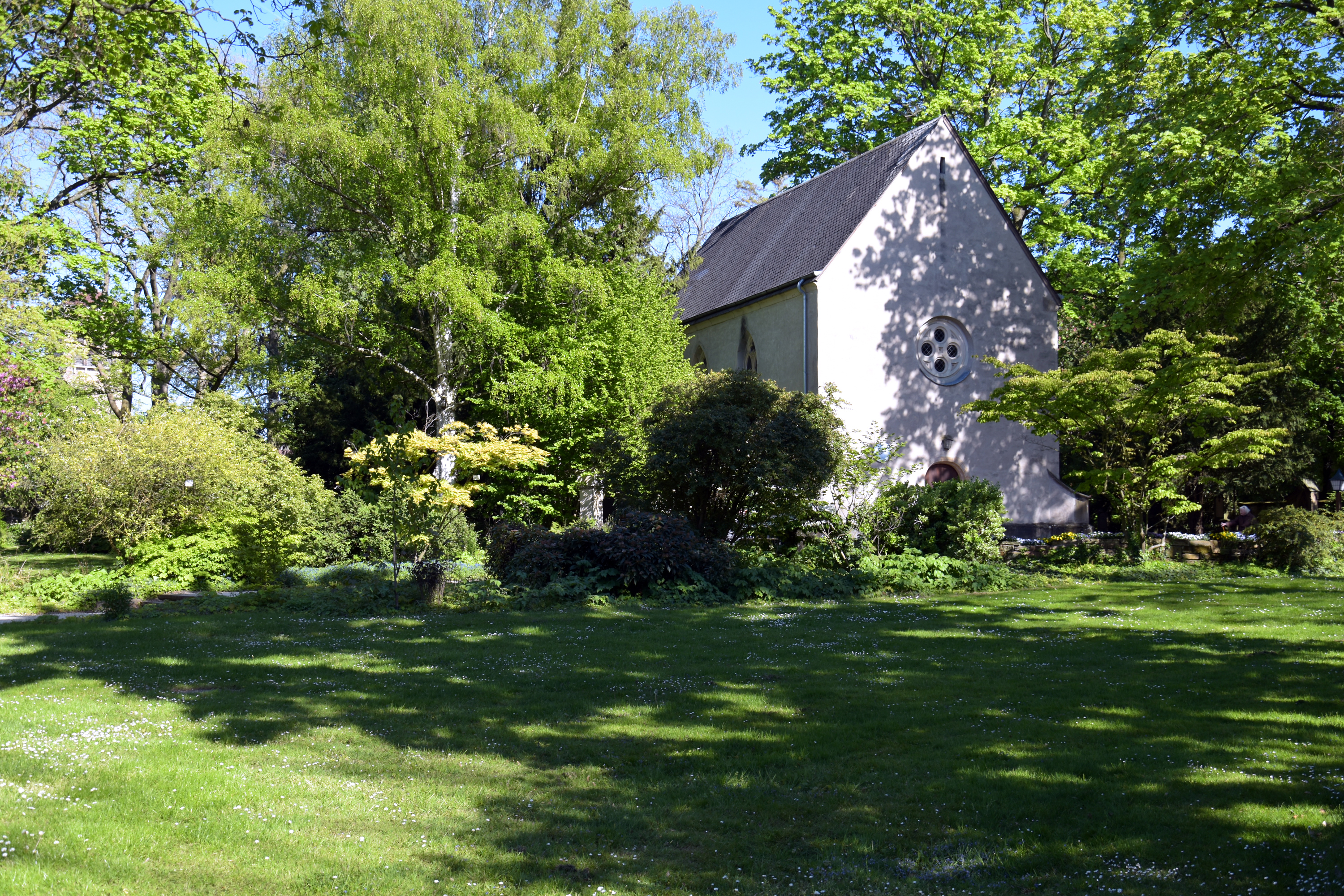
Kapelle Unserer lieben Frau. Beliebt für Konzerte und Hochzeiten
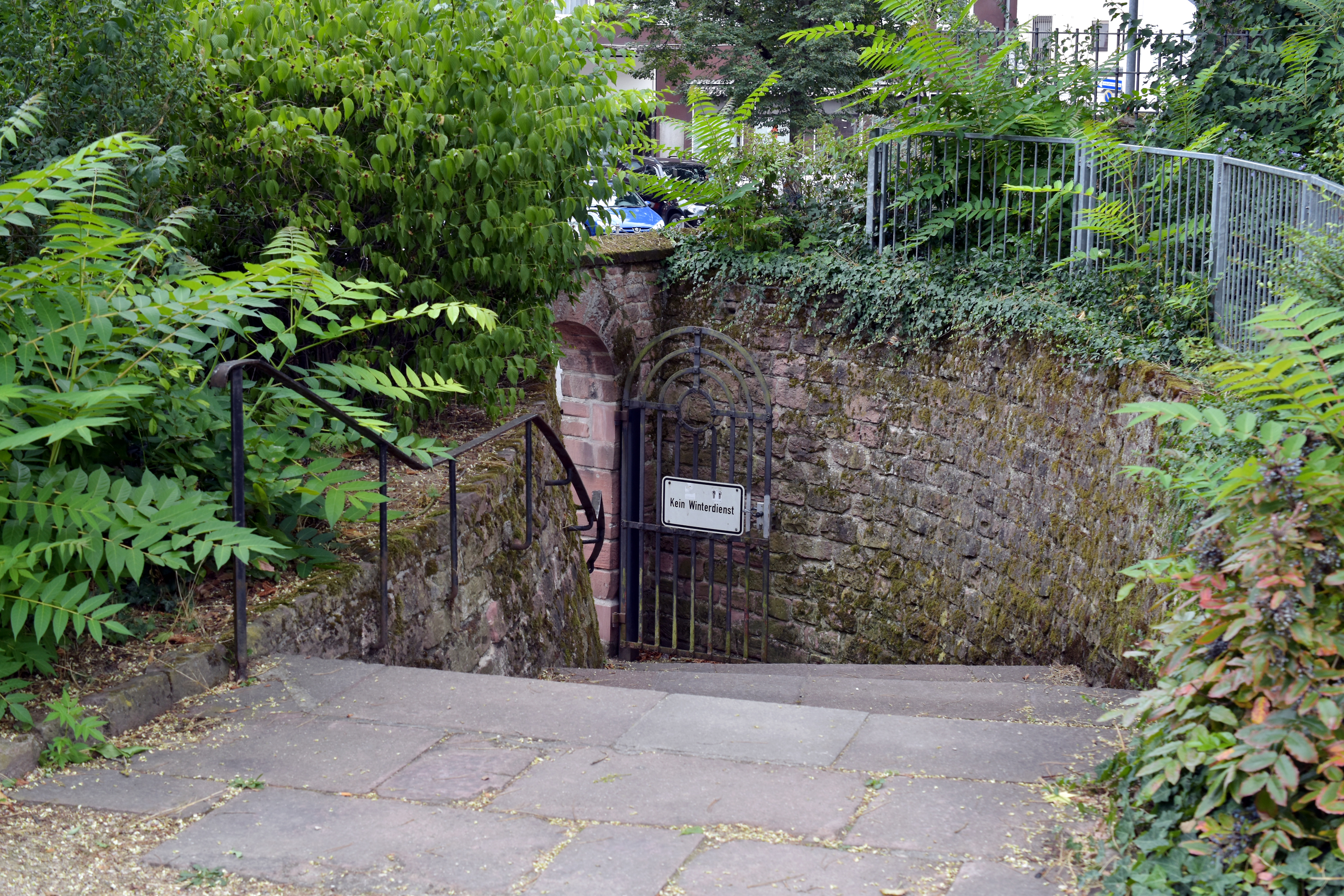
Ausgang zur Wormser Landstraße

## Galerie denkmalgeschützter Grabdenkmäler

Grabdenkmäler
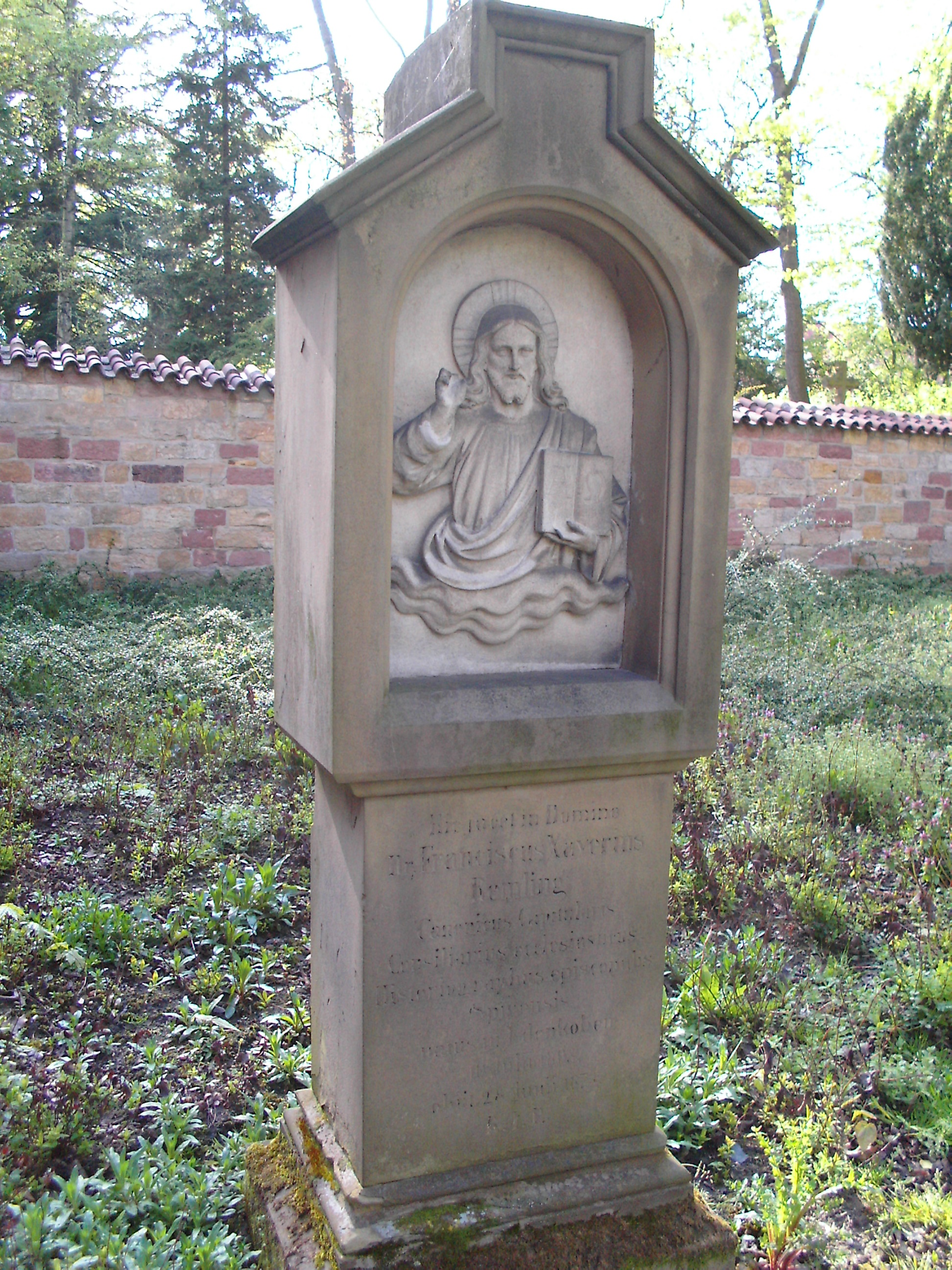
Grabstein von Franz Xaver Remling
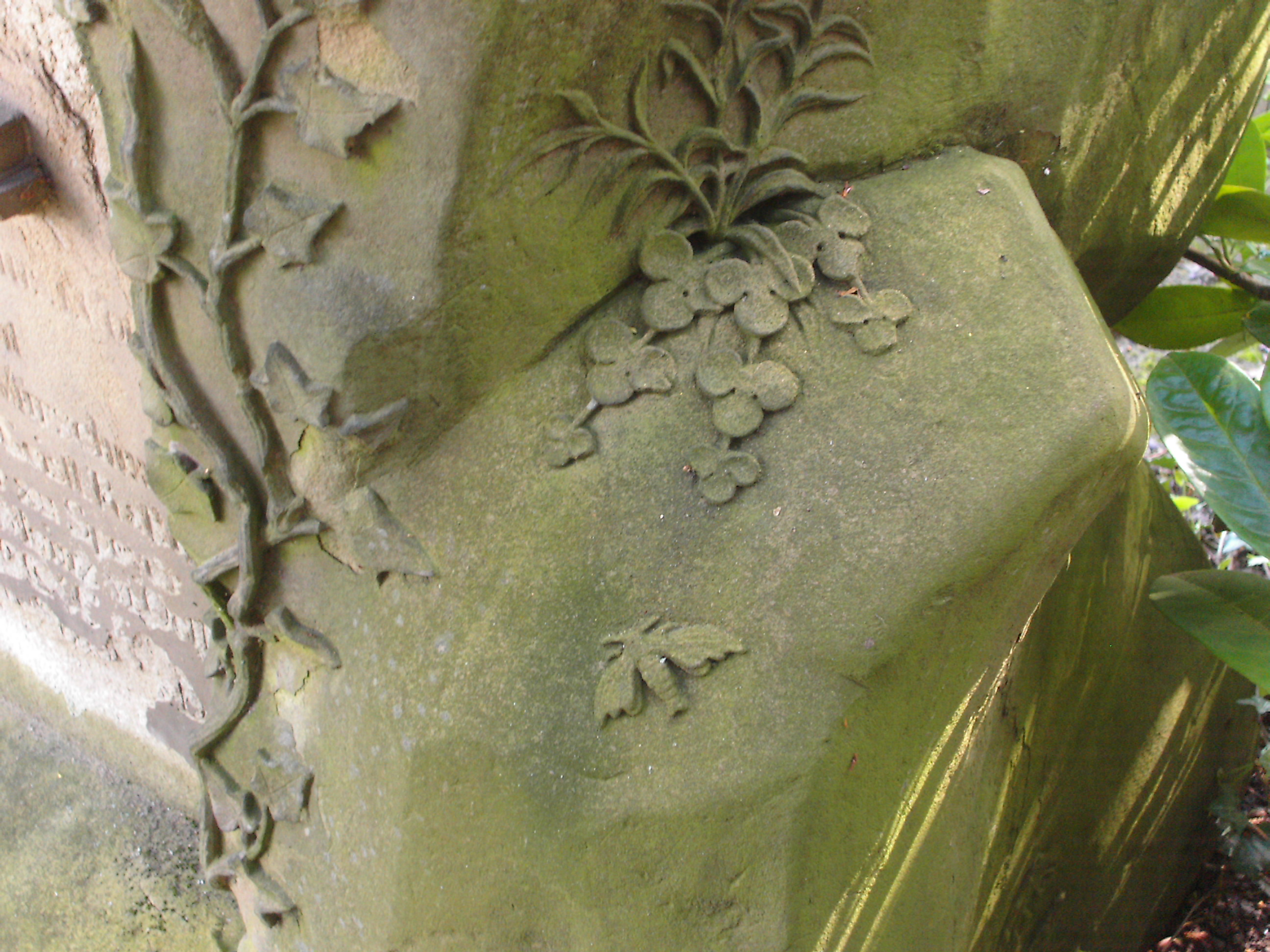
Pflanze und Insekt, Detail vom Grabstein Domkapitular Bruno Würschmitts, Mitbegründer der Pfälzer Pollichia
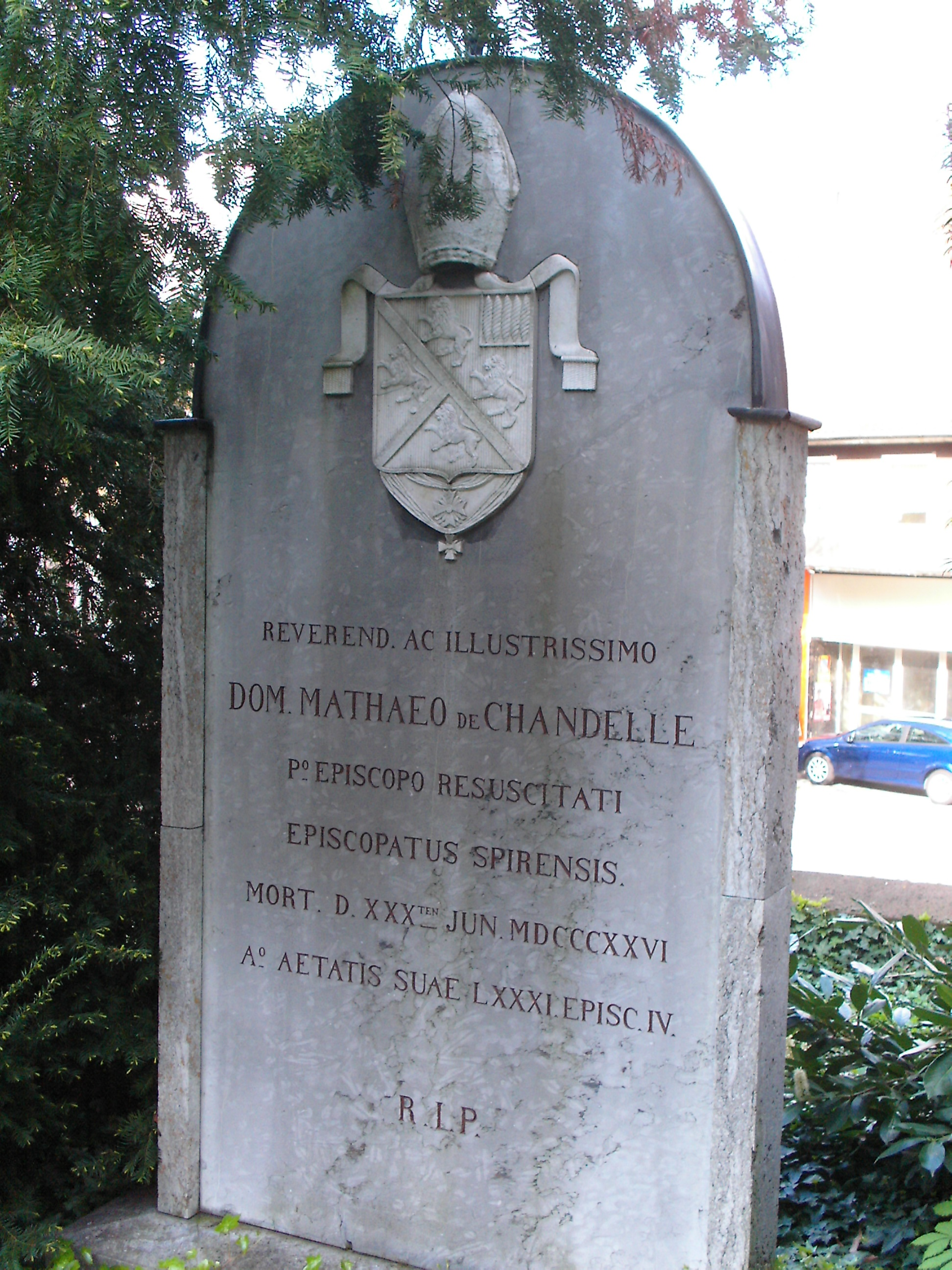
Grabstein von Bischof Matthäus von Chandelle
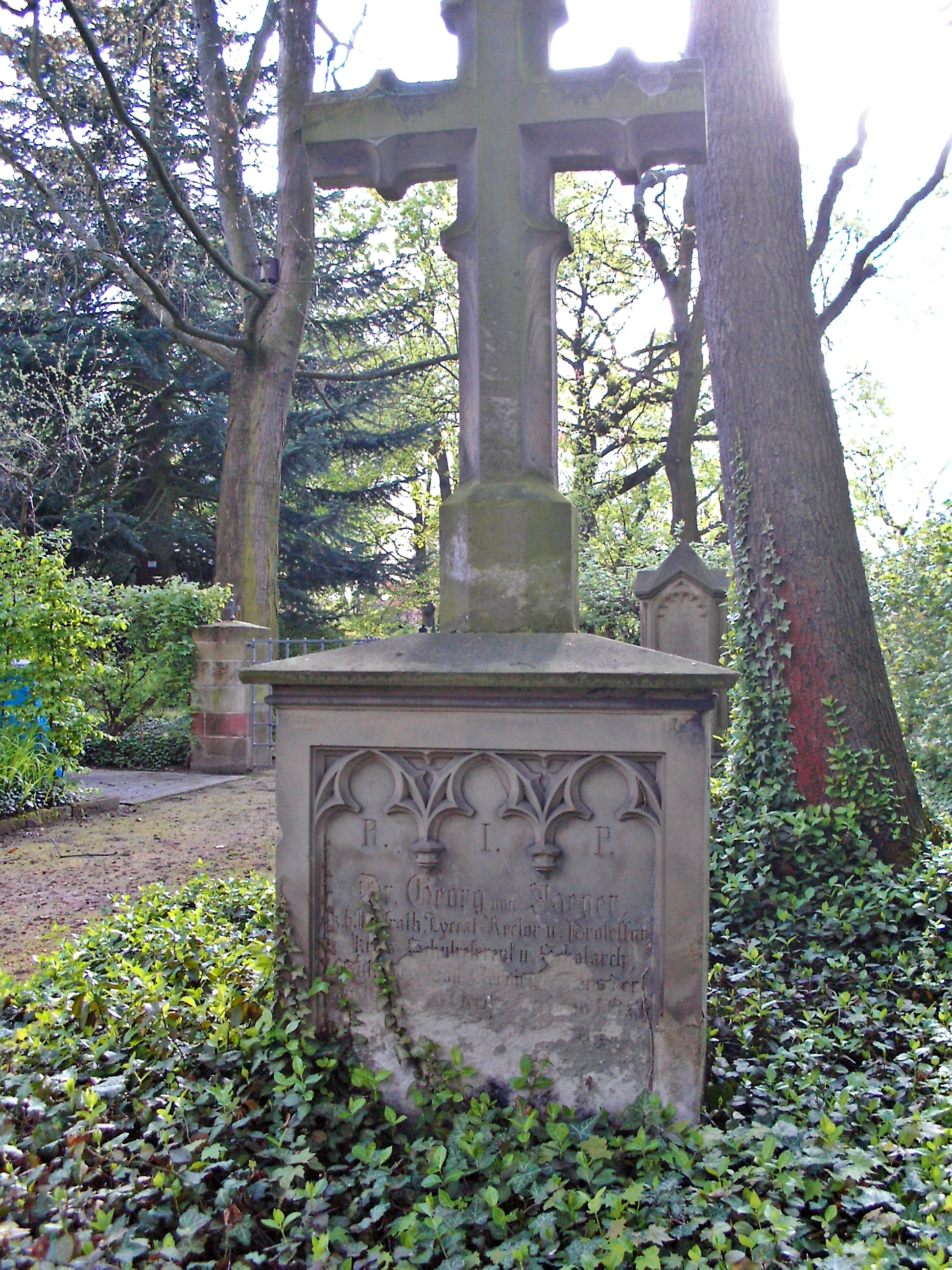
Grabstein von Georg von Jäger, Speyerer Pädagoge
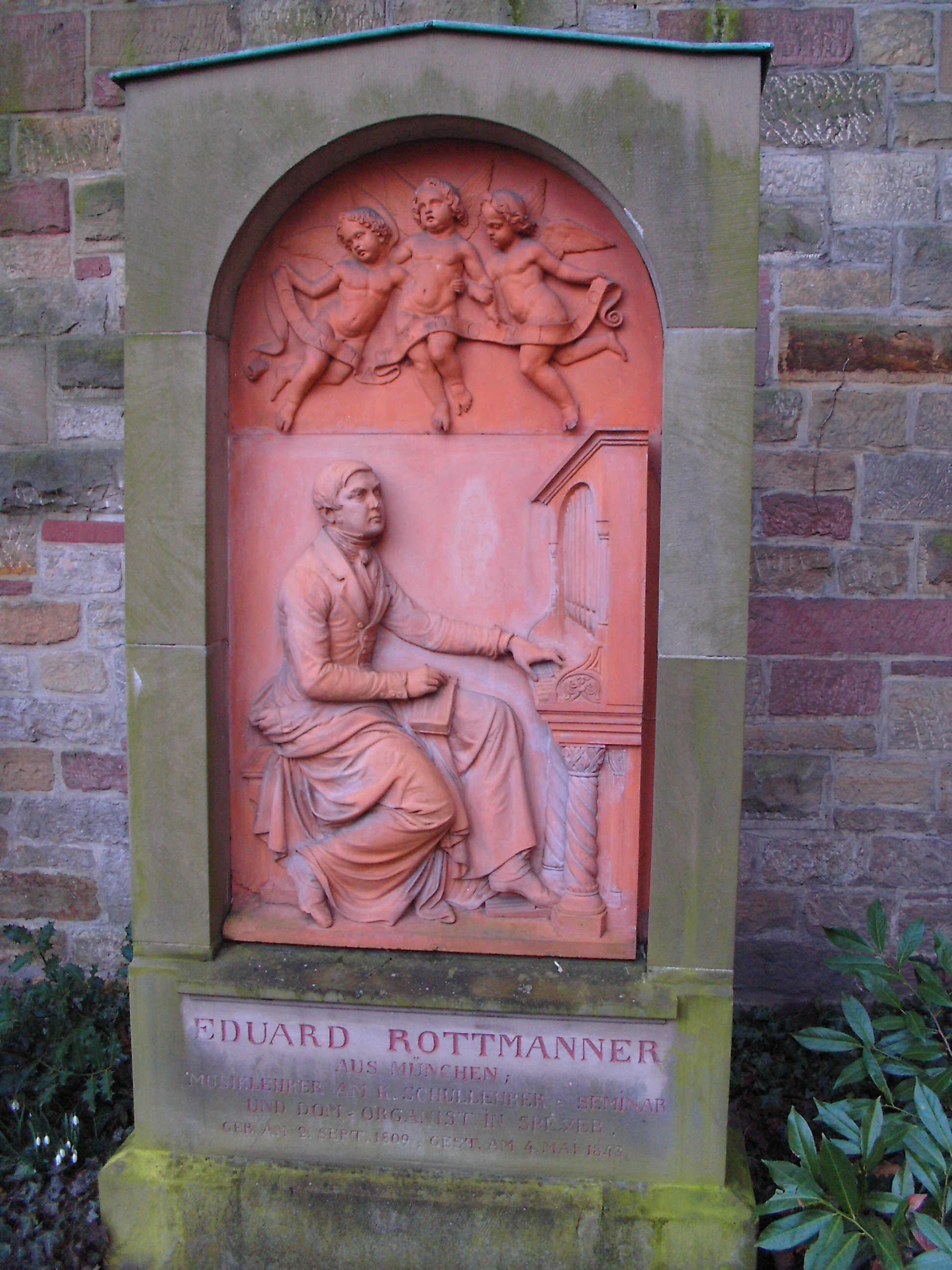
Eduard Rottmanner komponiert – naturgetreues Terrakotta-Relief von seinem Grabstein
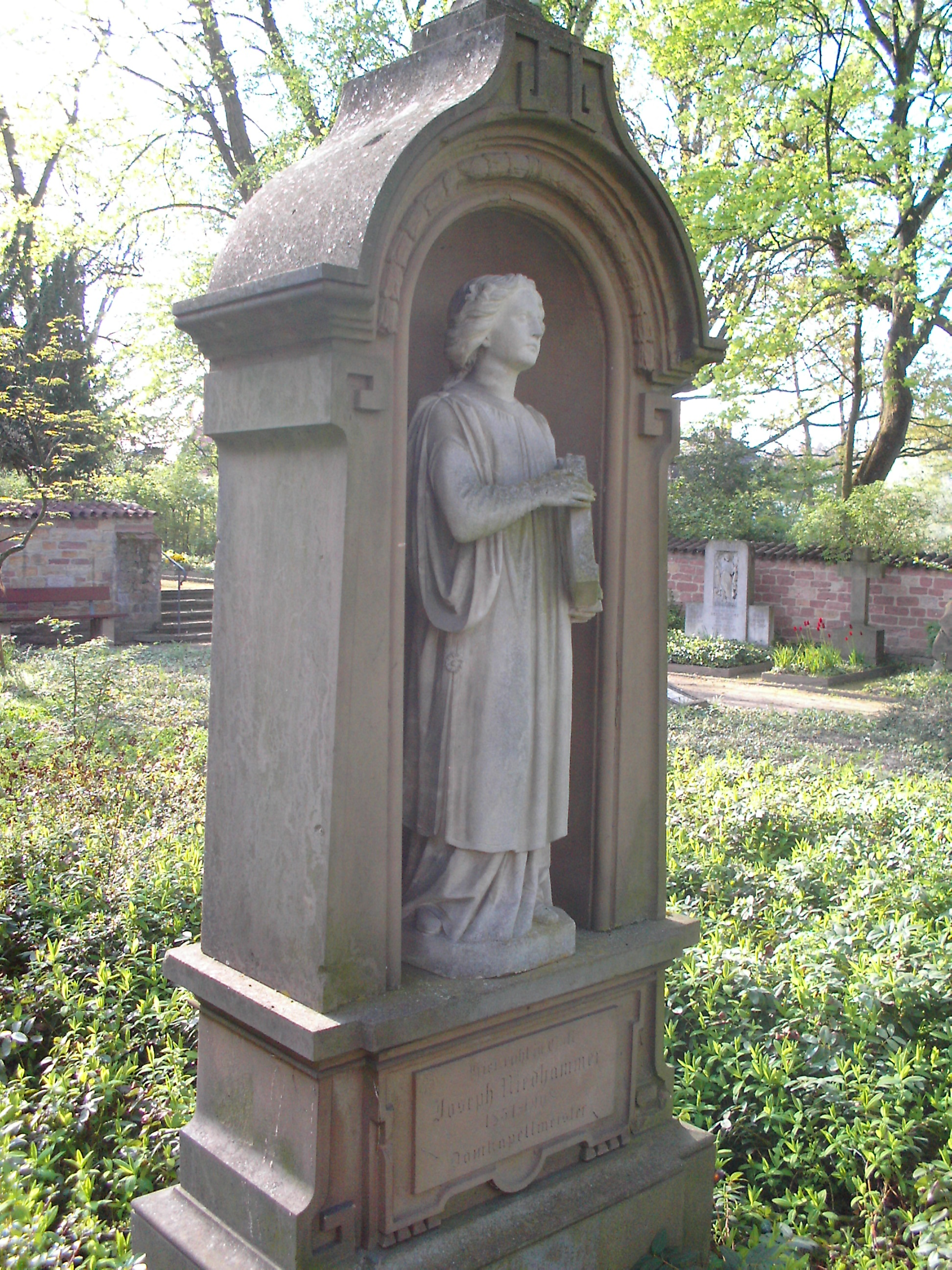
Grabdenkmal für Joseph Niedhammer
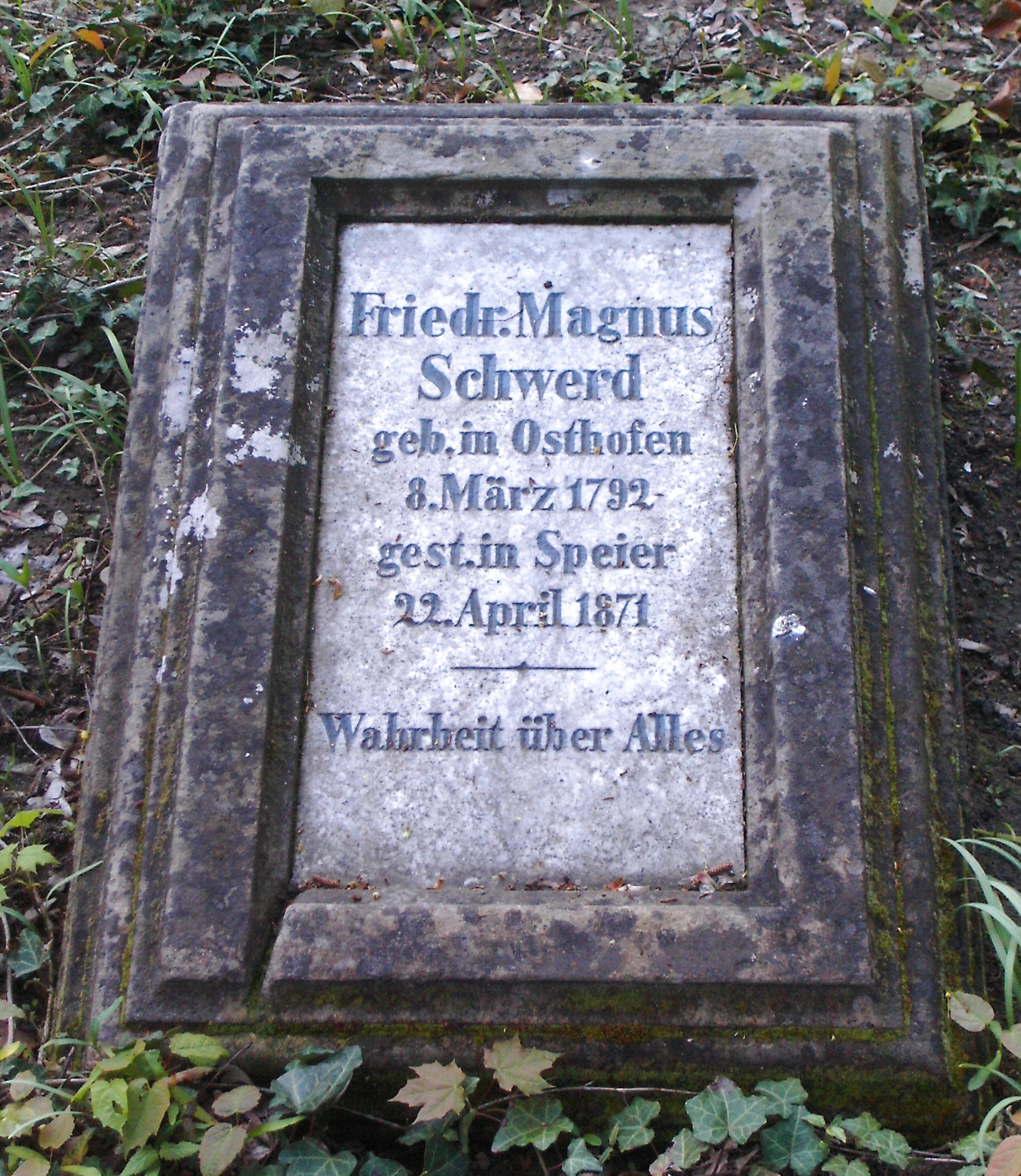
Grabplatte für Friedrich M. Schwerd
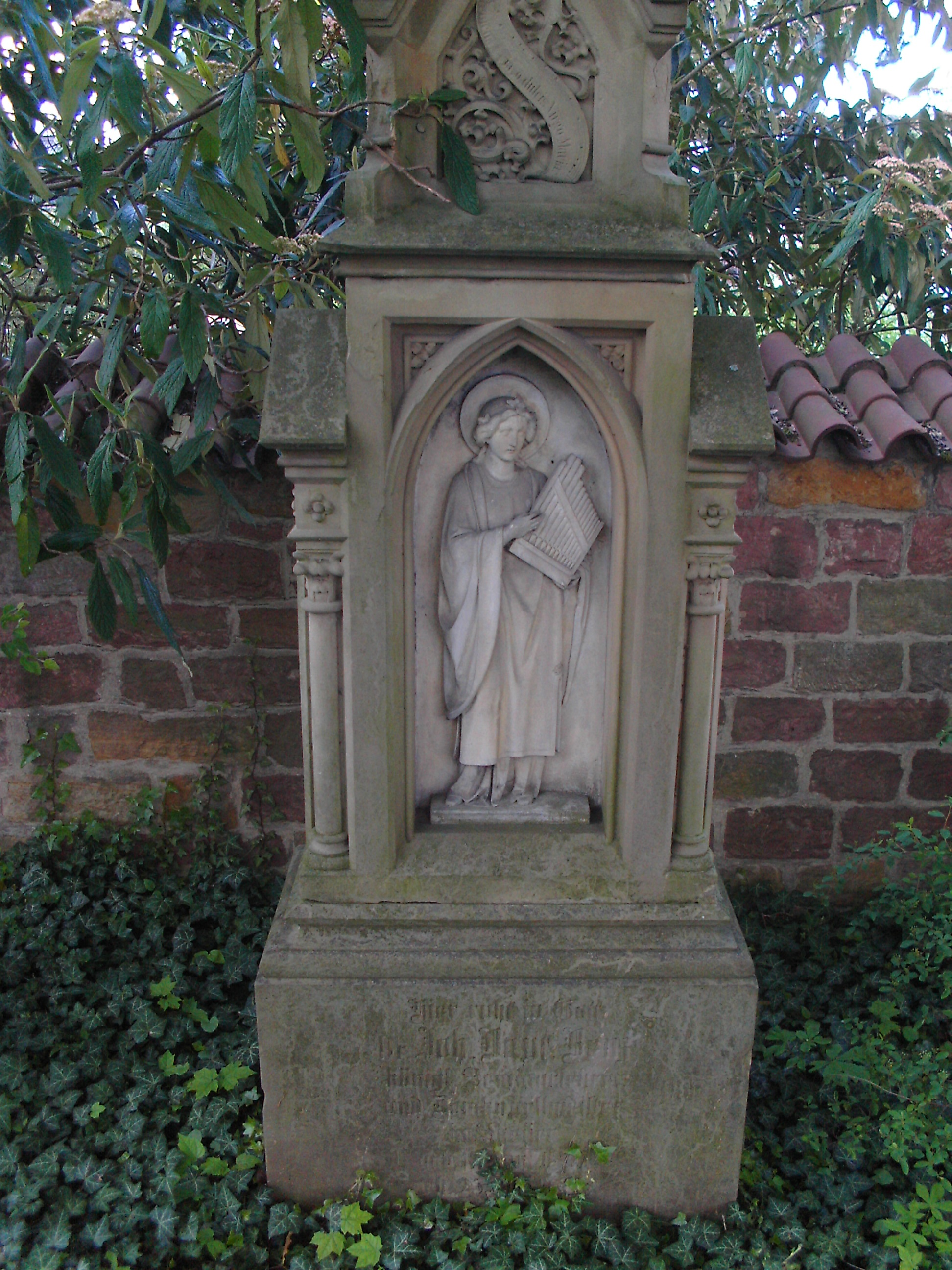
Grabdenkmal Johann Baptist Benz
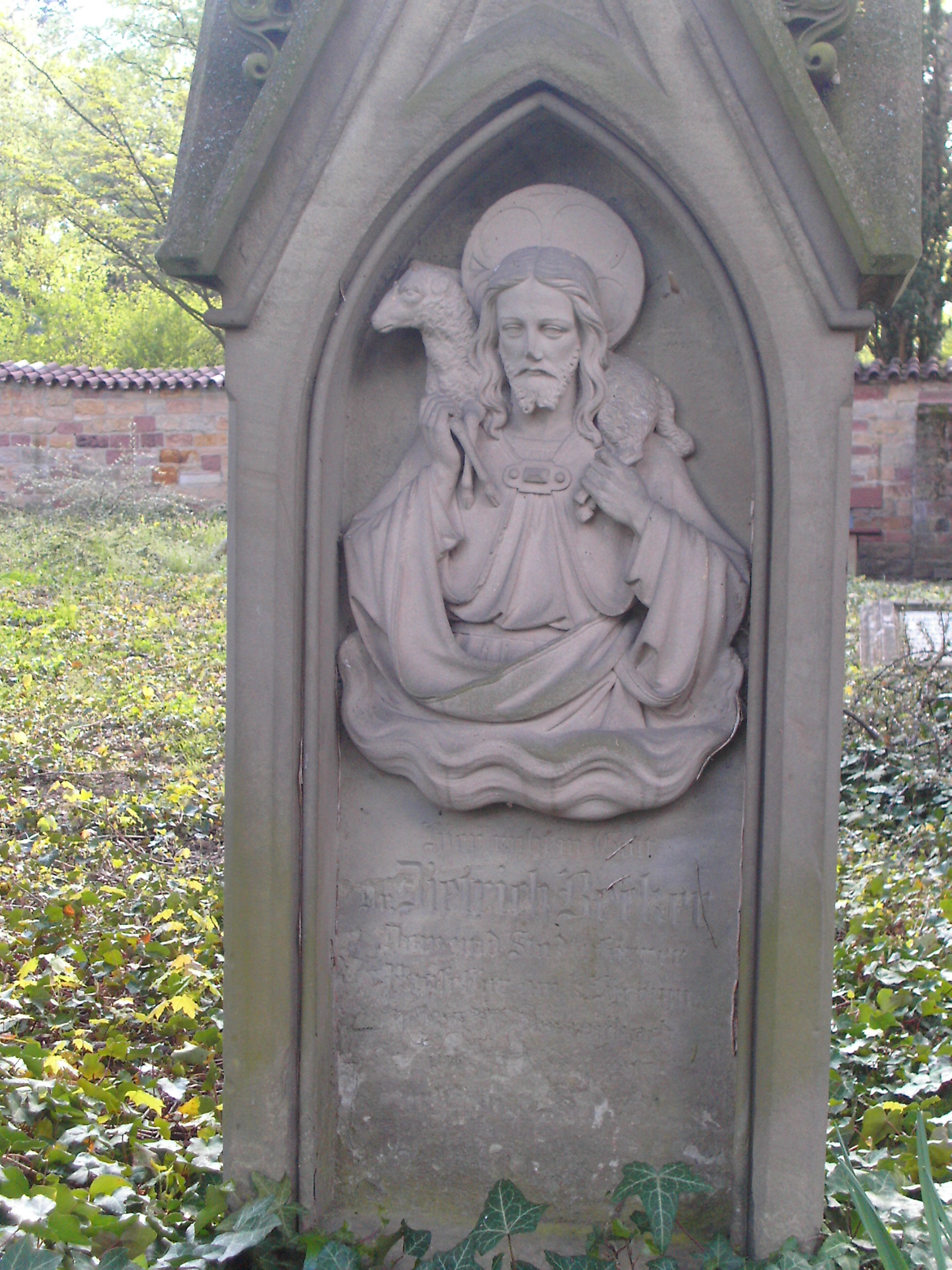
Grabdenkmal Dietrich Becker, Priester
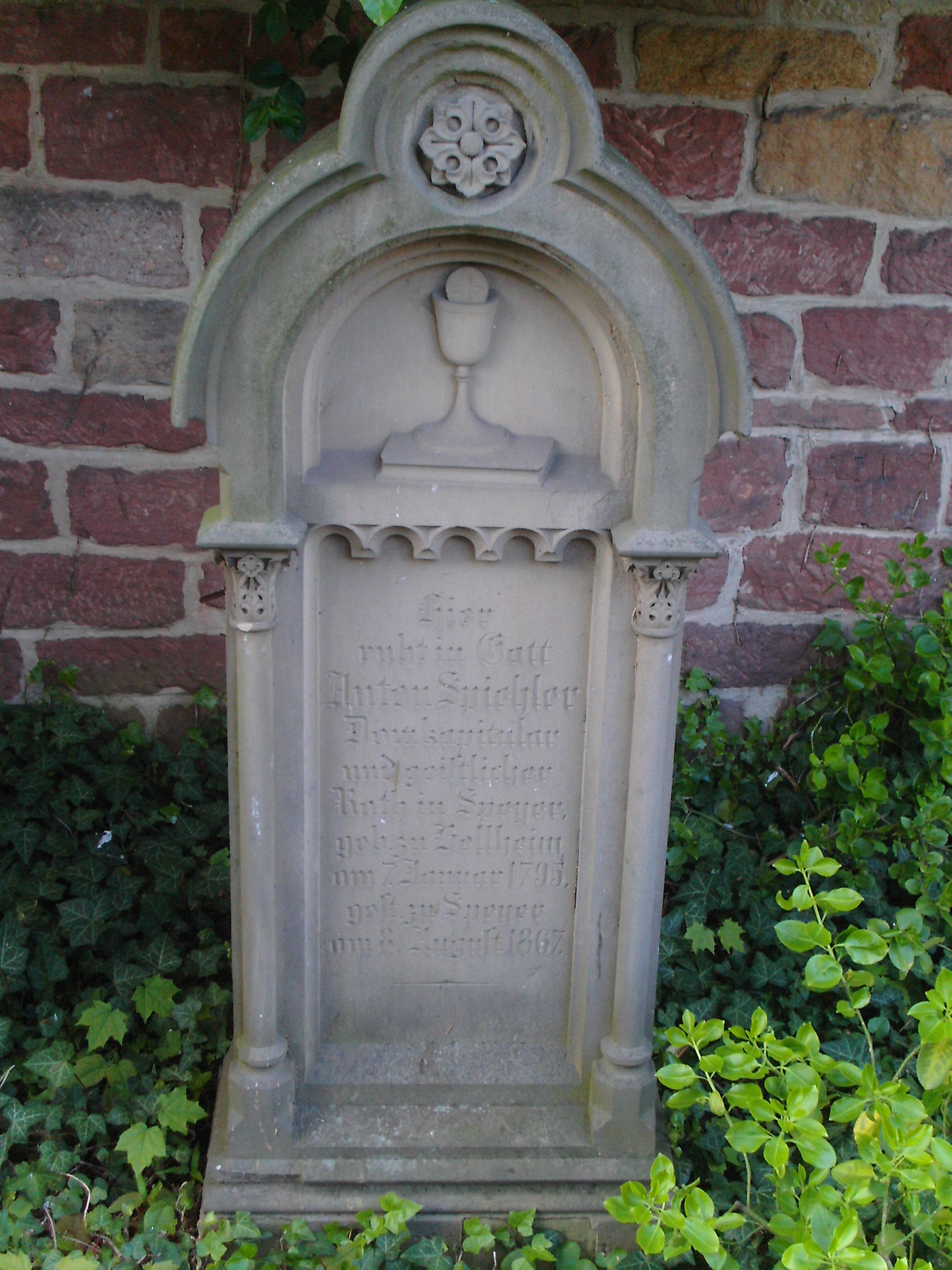
Grabdenkmal Anton Spiehler, Priester
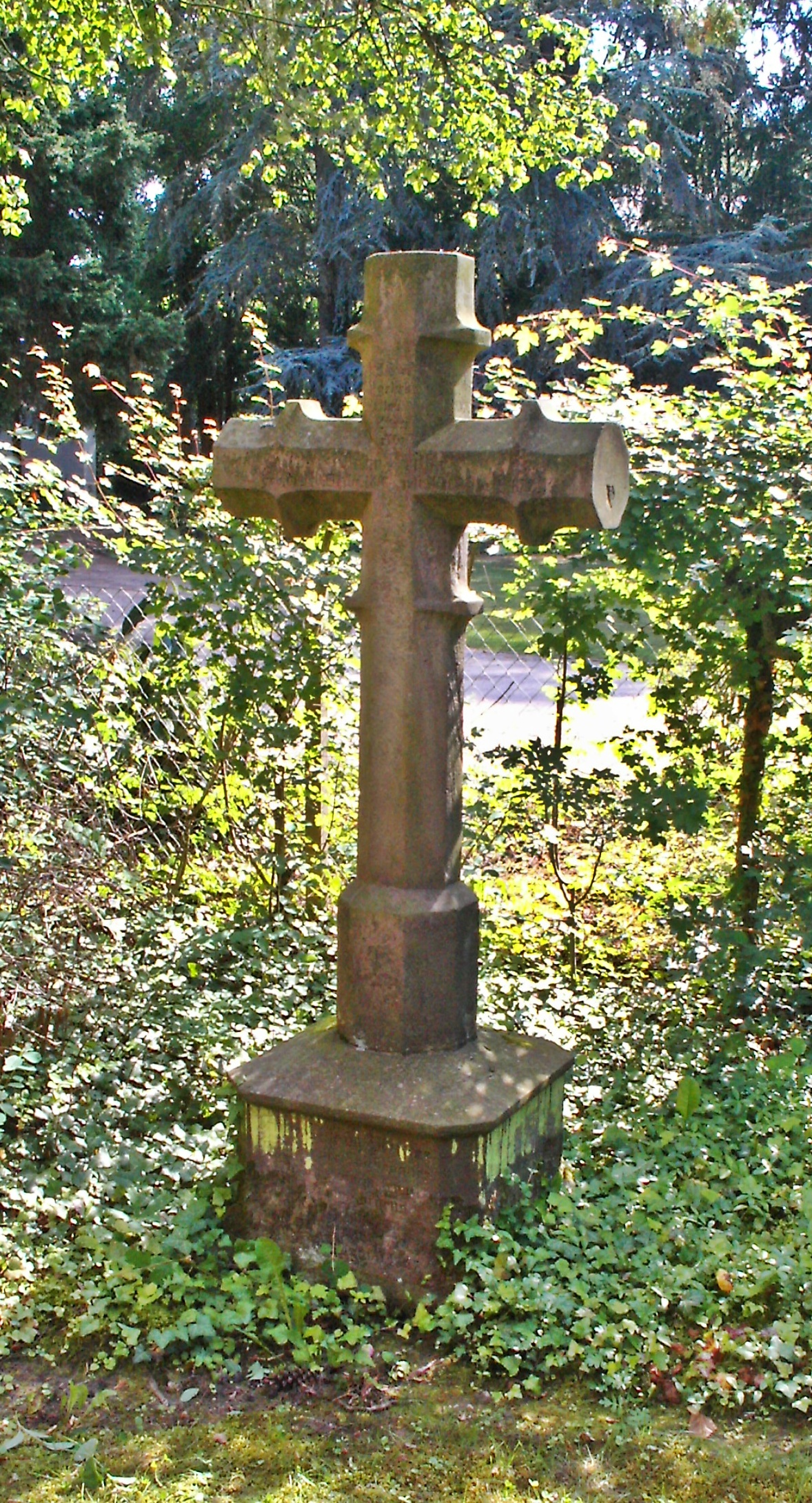
Grabdenkmal Franz Joseph Pfeiffer, Offizier und Salzamtmann
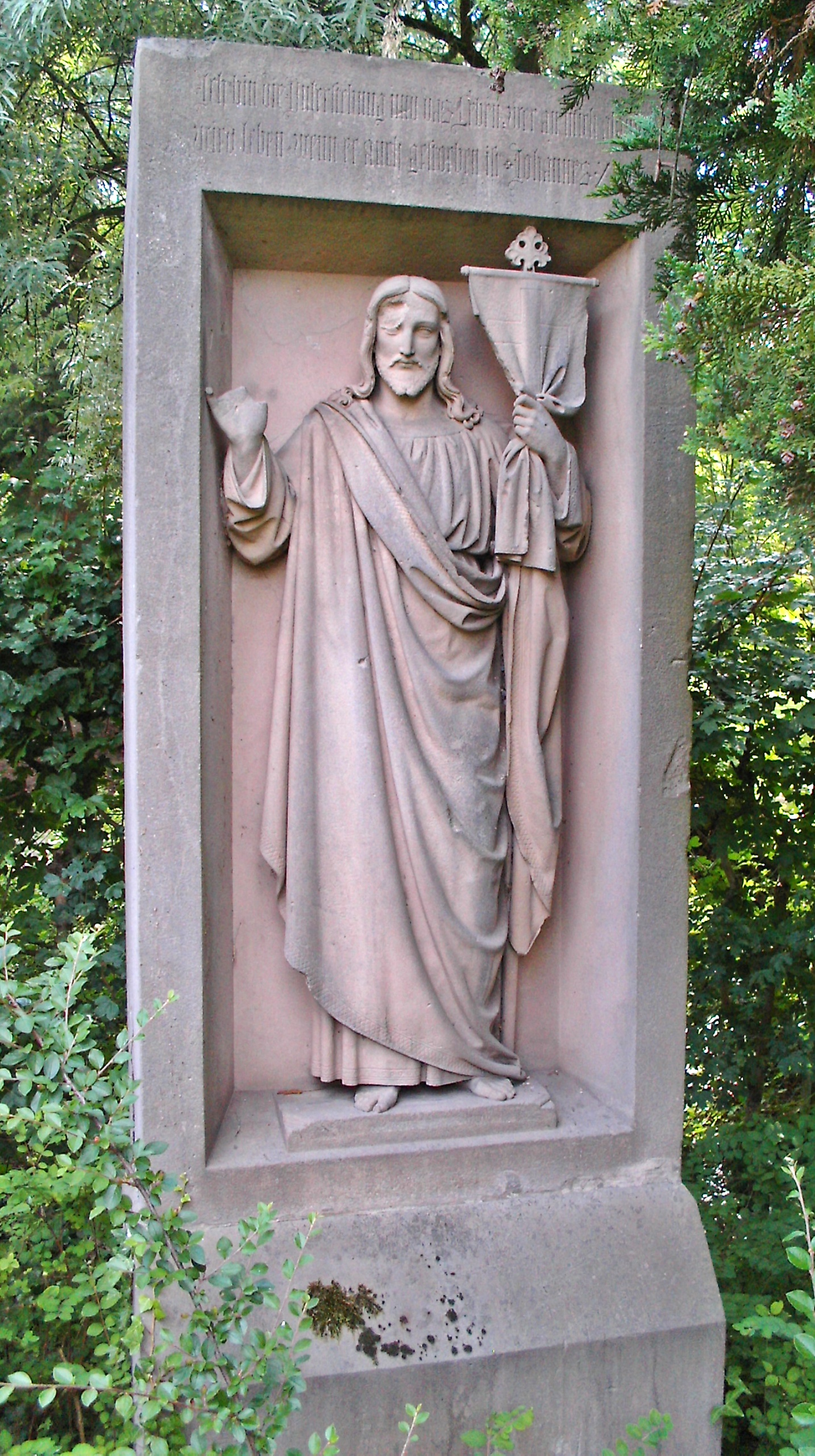
Grabdenkmal des Oberzollinspektors Ludwig von Redwitz, Vater des Dichters Oskar von Redwitz
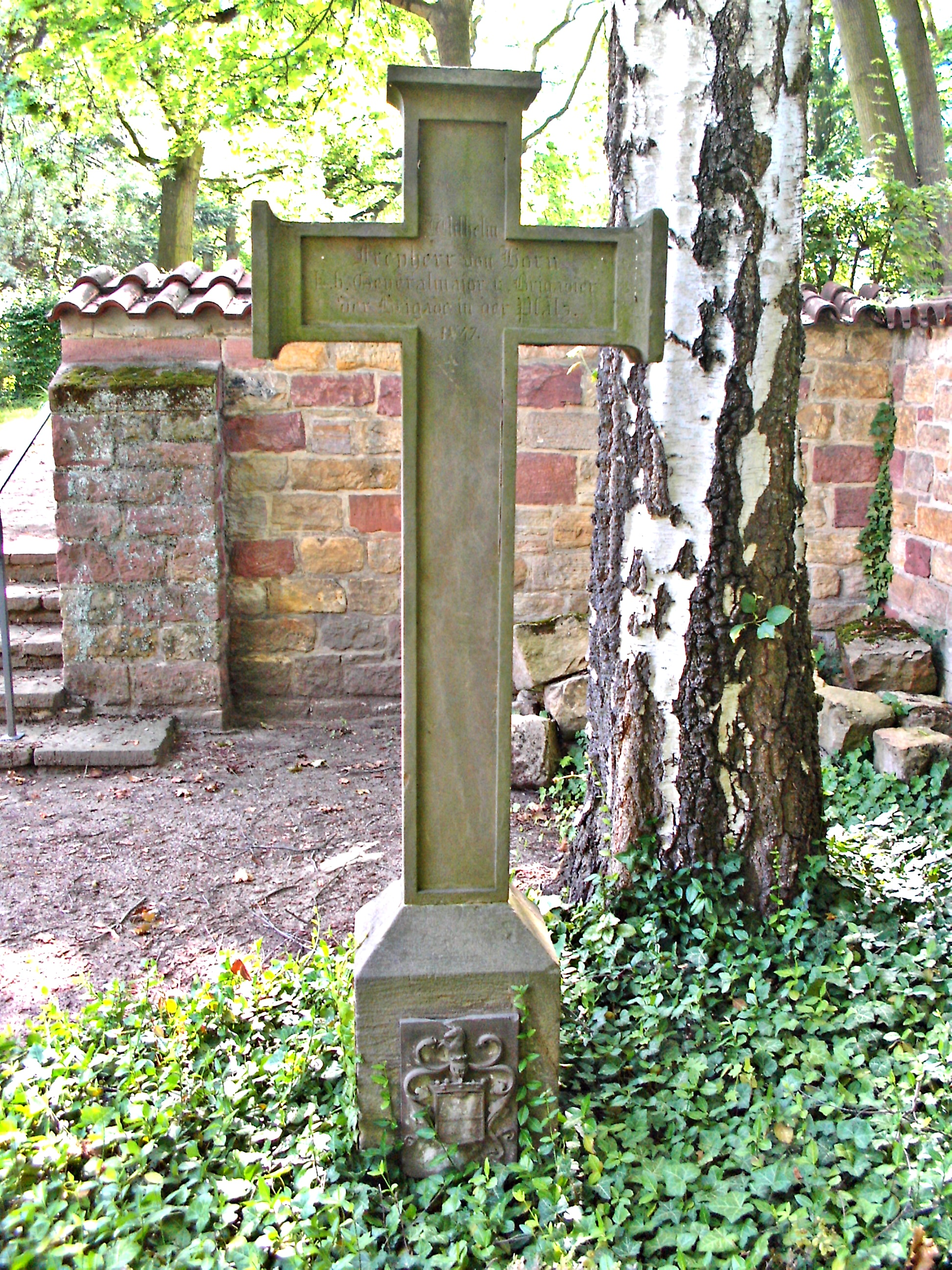
Grabkreuz des Generals Wilhelm von Horn
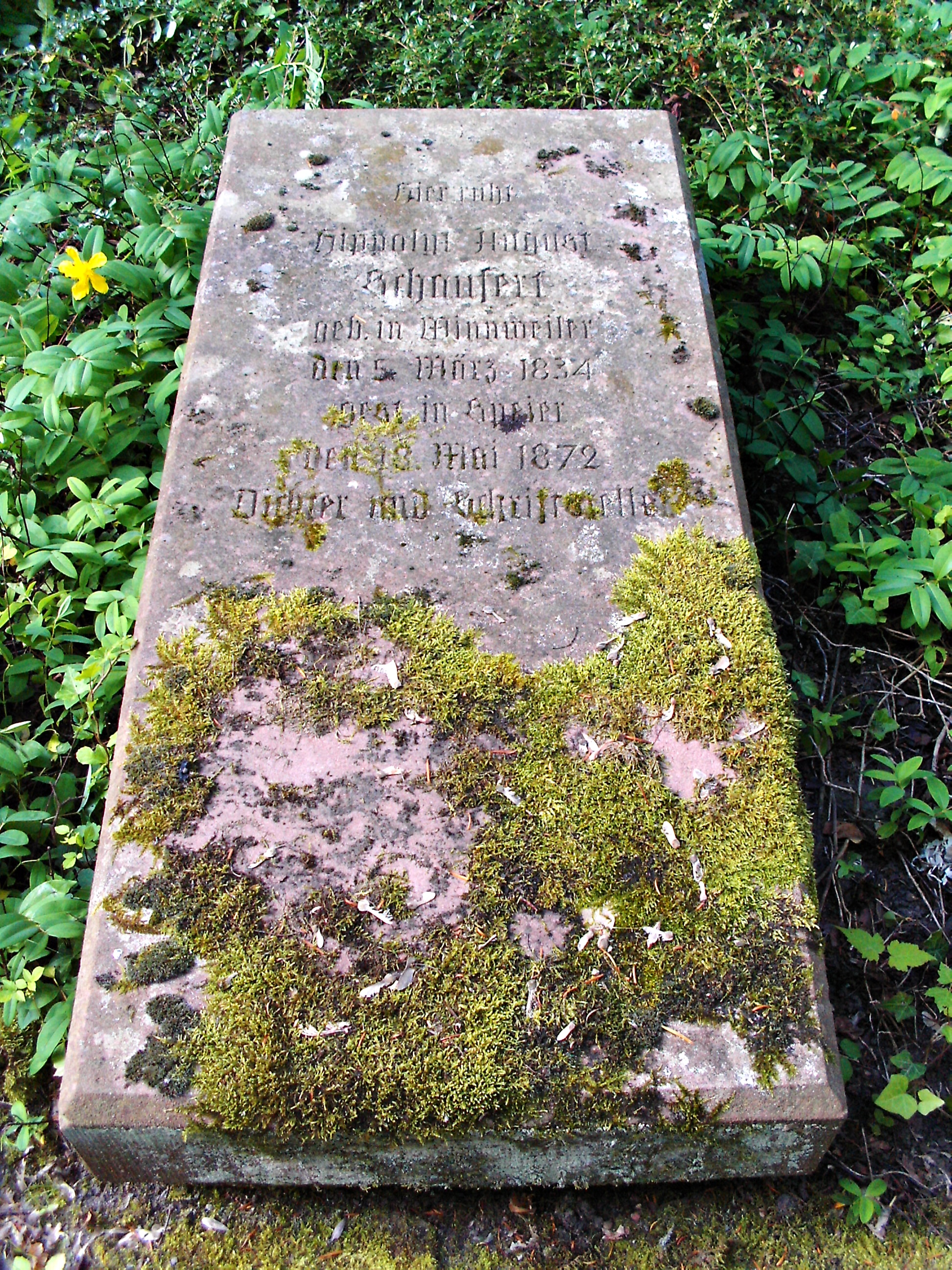
Grabplatte des Dichters Hippolyt August Schaufert
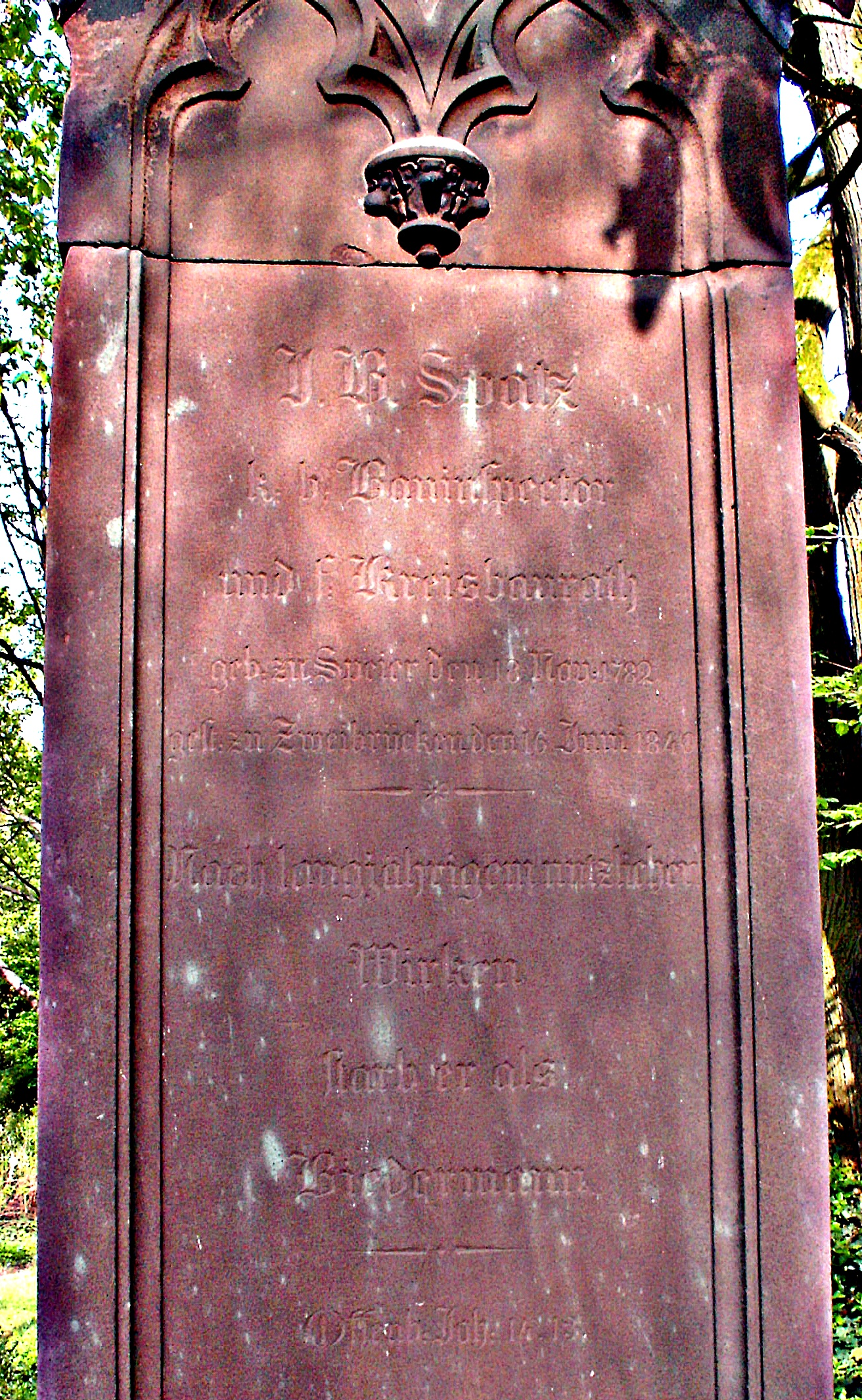
Grabstein des Architekten Johann Bernhard Spatz